# Retratos de Isabel I de Inglaterra

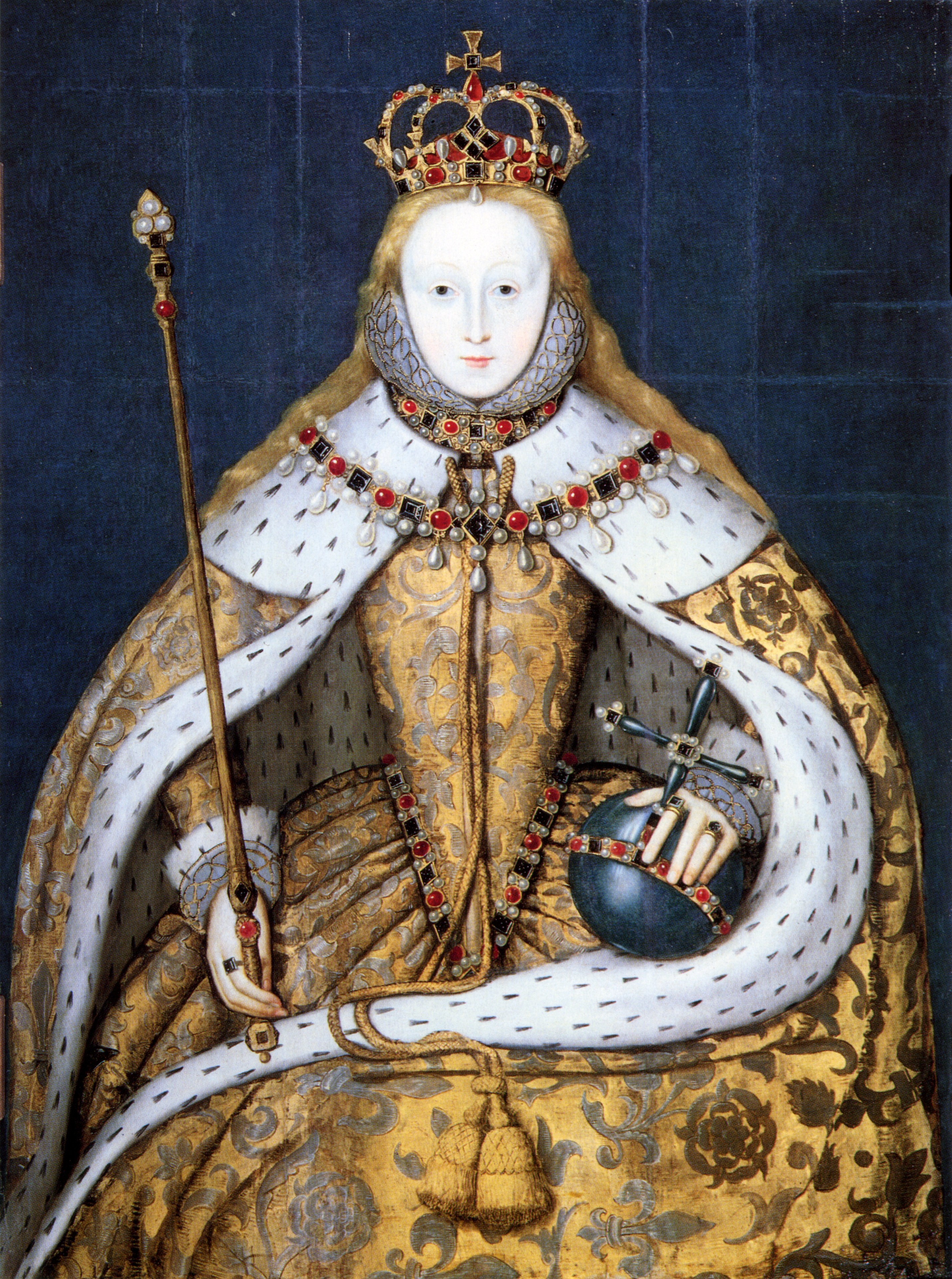
Retrato de Isabel I de Inglaterra con su traje de coronación. Copia h. 1600–1610 de un original perdido realizado probablemente h. 1559. Su postura recuerda al famoso retrato de Ricardo II de la Abadía de Westminster, el segundo retrato conocido de un monarca británico.

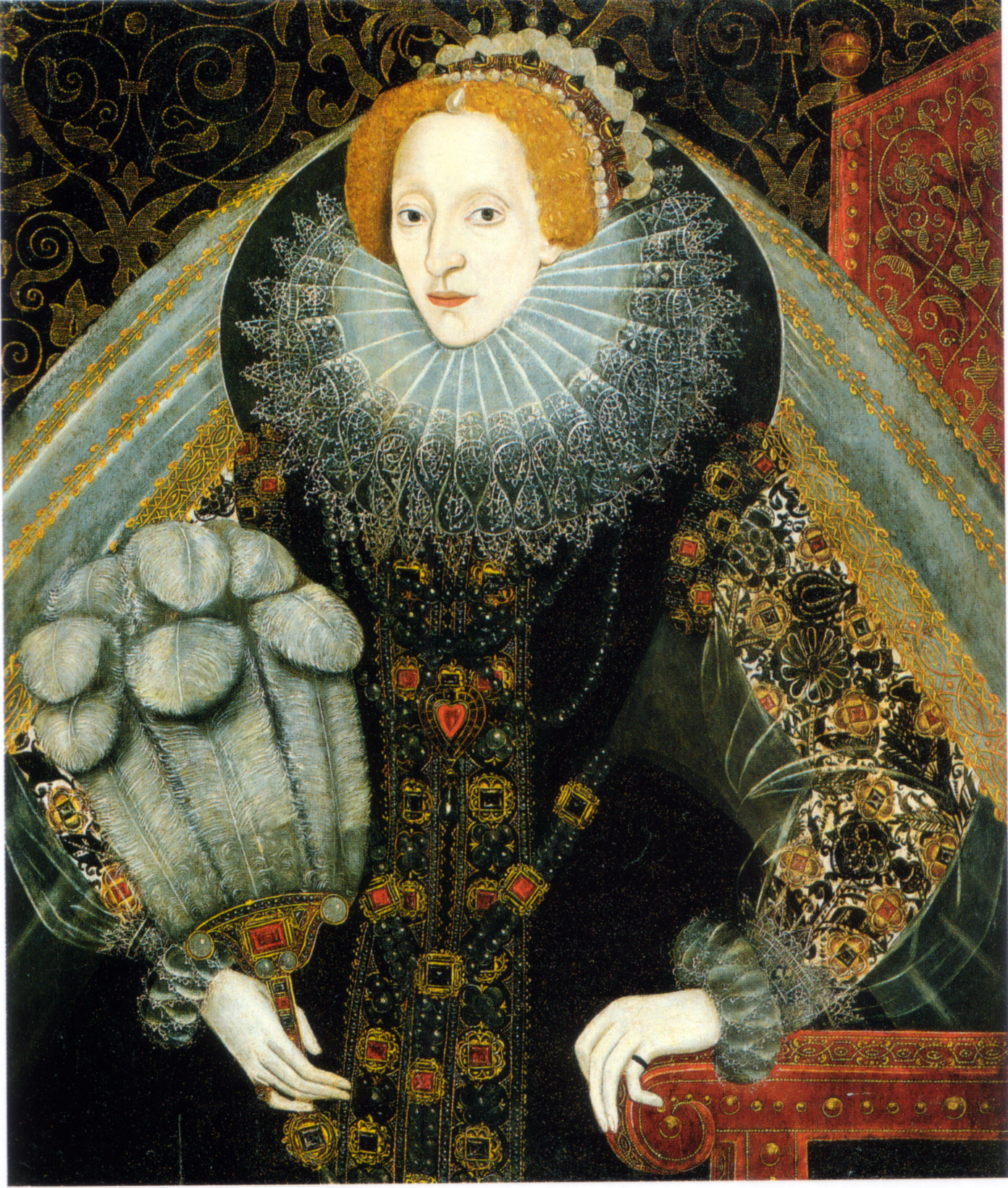
Uno de los numerosos retratos conservados de este tipo, con un patrón facial tipo Darnley h. 1585–1590, artista desconocido.

Los retratos de Isabel I de Inglaterra ilustran la evolución de los retratos reales ingleses en los inicios de la Edad Moderna, desde simples representaciones conservadoras hasta complejas imágenes utilizadas para transmitir el poder y las aspiraciones del Estado, así como de la monarca.
Los primeros retratos de Isabel contienen objetos simbólicos como rosas y libros de oraciones que buscaban dar significaciones a los espectadores de la época, mientras que los retratos de la última parte de su reinado comenzaron a contar una historia mucho más compleja, incluyendo una iconografía de globos terráqueos, coronas, espadas y columnas (representando una visión imperialista y poder temporal); y lunas y perlas (representando su virginidad y pureza); junto con alusiones clásicas que fueran identificables en la época isabelina para manifestar la majestad y significancia de su soberana.

## Antecedentes

### El retrato en la época Tudor
Dos tradiciones de retratos habían surgido en la corte Tudor en la época del padre de Isabel, Enrique VIII. Por una parte, estaban las miniaturas, desarrolladas a partir de la tradición del manuscrito iluminado, y que eran casi invariablemente pintadas en unos pocos días en acuarelas sobre vitela endurecidas al pegarlas sobre una carta de juego. El otro tipo eran las pinturas en tabla de madera al óleo, que requería de bocetos preliminares y, por lo general, se ejecutaban a tamaño real, al igual que los óleos en lienzo.
A diferencia de los artistas contemporáneos en Francia, Isabel nunca otorgó los derechos para producir su retrato a un solo artista, aunque Nicholas Hilliard fue nombrado su miniaturista y orfebre oficial. George Gower, un retratista de corte de moda creado Serjeant Painter en 1581, fue el responsable de aprobar todos los retratos de la reina creados por otros artistas desde esa fecha hasta su muerte en 1596. Isabel se codeó con varios artistas en sus últimos años, incluyendo a Hilliard, Cornelis Ketel, Federico Zuccaro, Isaac Oliver y, muy probablemente, a Gower y Marcus Gheeraerts el Joven.
Los retratos fueron encargados por el gobierno como obsequios a monarcas extranjeros y para mostrar a posibles pretendientes. A su vez, era normal que los cortesanos encargaran pinturas con alto grado de simbolismo para demostrar su devoción a la reina. Las largas galerías de moda de las casas de campo isabelinas se convirtieron en el lugar de resguardo de estos retratos. Los estudios de los artistas Tudor produjeron imágenes de Isabel trabajando con "patrones faciales" aprobados o dibujos de la reina para satisfacer esta creciente demanda de su imagen, un importante símbolo de lealtad y reverencia por la Corona en tiempos de turbulencia.

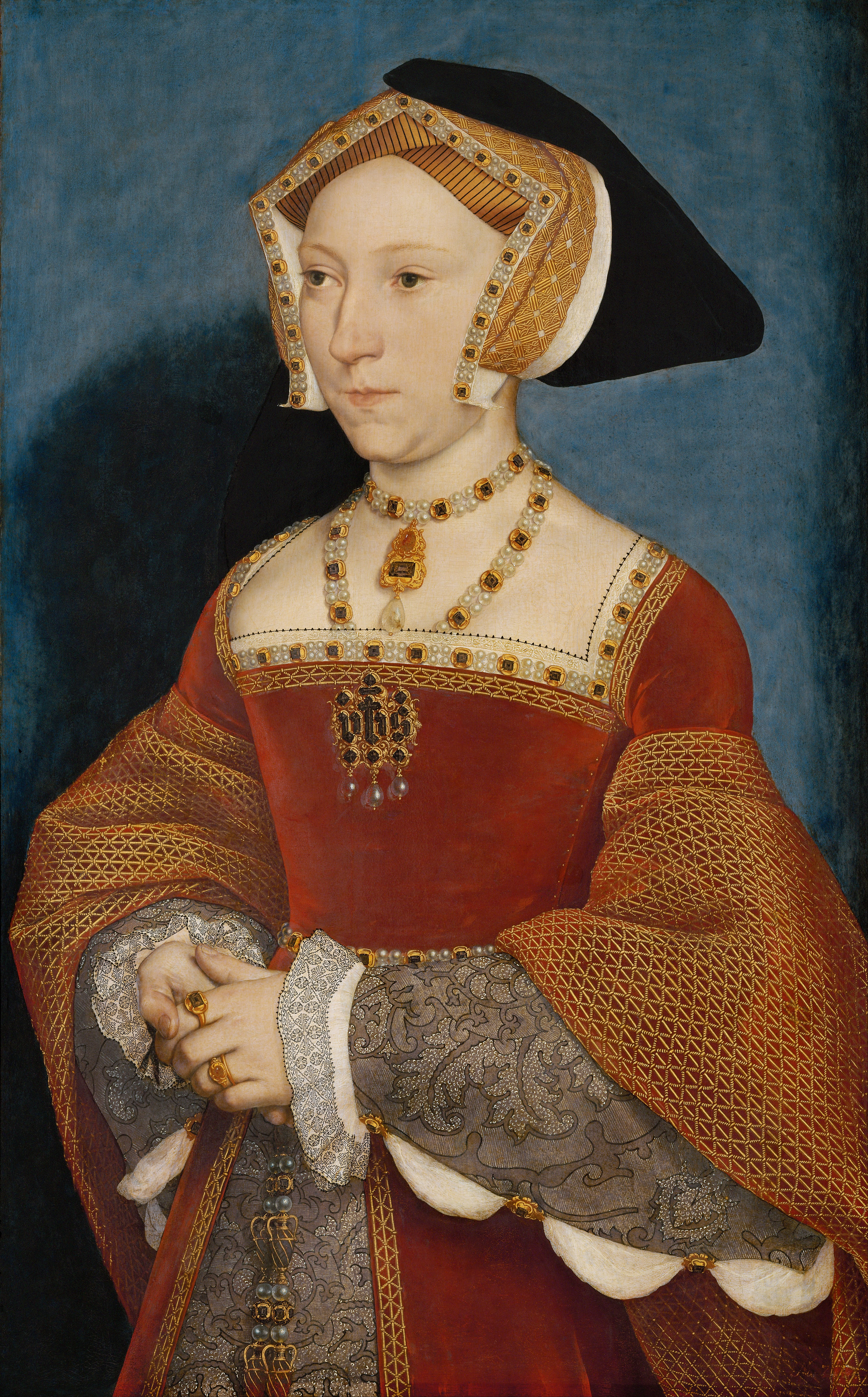
Juana Seymour. Holbein, 1535–36.

### Contexto europeo
Hasta ahora, los modelos más impresionantes disponibles para los retratistas ingleses fueron los numerosos retratos de Hans Holbein el Joven, destacado retratista del norte de Europa de la primera mitad del siglo XVI, que había hecho dos largas visitas a Inglaterra y había sido artista en la corte de Enrique VIII. Holbein acostumbró a la corte inglesa al retrato de tamaño real, aunque ninguno de sus originales actualmente sobrevive. Su gran mural dinástico en el Palacio de Whitehall, destruido en 1698, y tal vez otros retratos grandes originales, habría sido familiares para los artistas isabelinos.
Tanto Holbein como su gran contemporáneo italiano Tiziano habían combinado una gran penetración psicológica con una impresión suficientemente majestuosa para satisfacer a sus clientes reales. En su segunda visita, Holbein ya se estaba alejando de una descripción estrictamente realista, tal como se aprecia en su retrato de Juana Seymour: "la figura ya no se ve como desplazando con su volumen una sección reconocible del espacio: se acerca más bien a un patrón plano, hecho vivo por un esquema delimitador y vital". Esta tendencia fue llevada muchos más lejos por los retratos posteriores de Isabel, donde la "semejanza de la característica y el interés en la forma y el volumen han sido gradualmente abandonados en favor de un efecto de espléndida majestad obtenido por un patrón decorativo, y las formas han sido aplastadas en consecuencia".

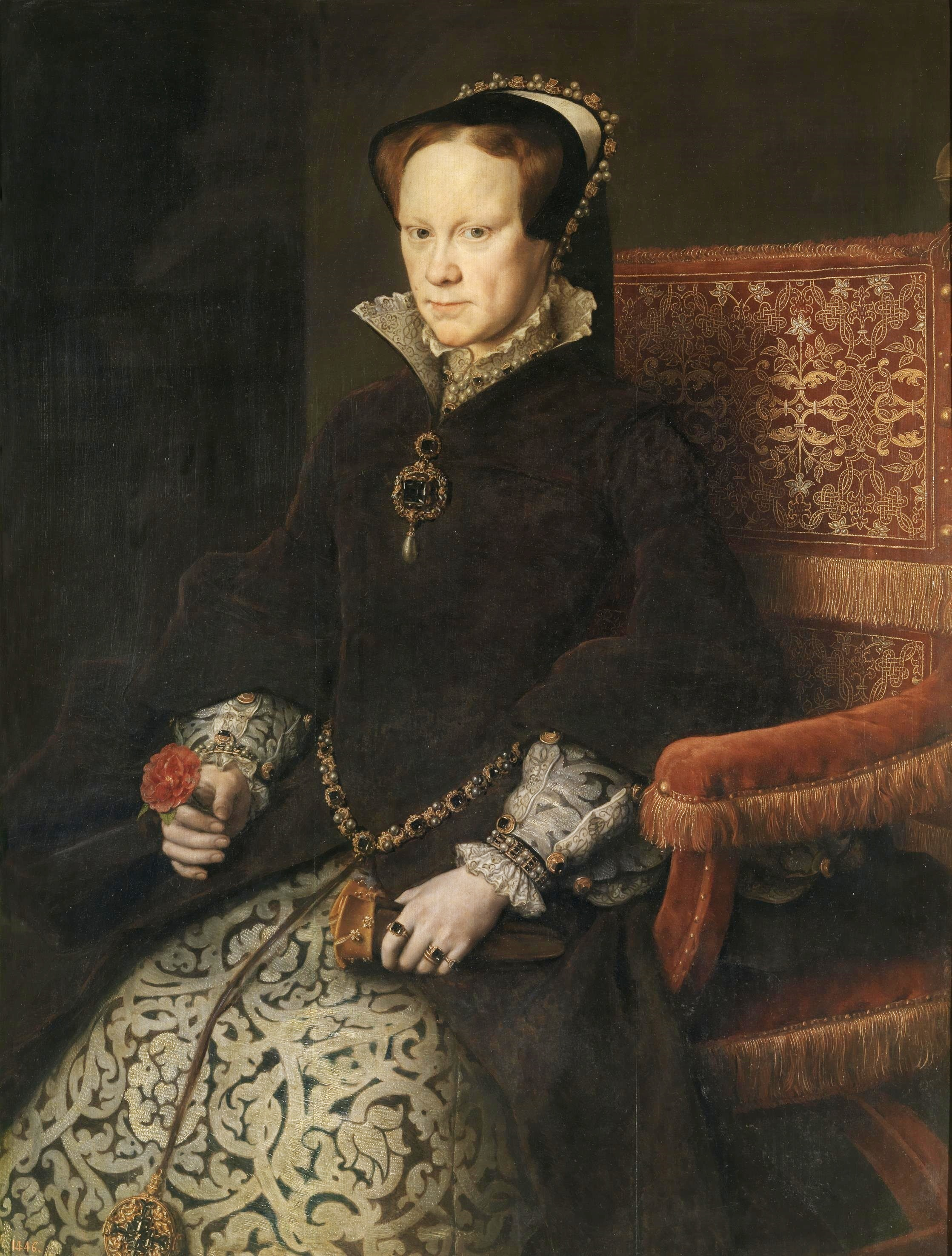
María I, Antonio Moro, 1554.

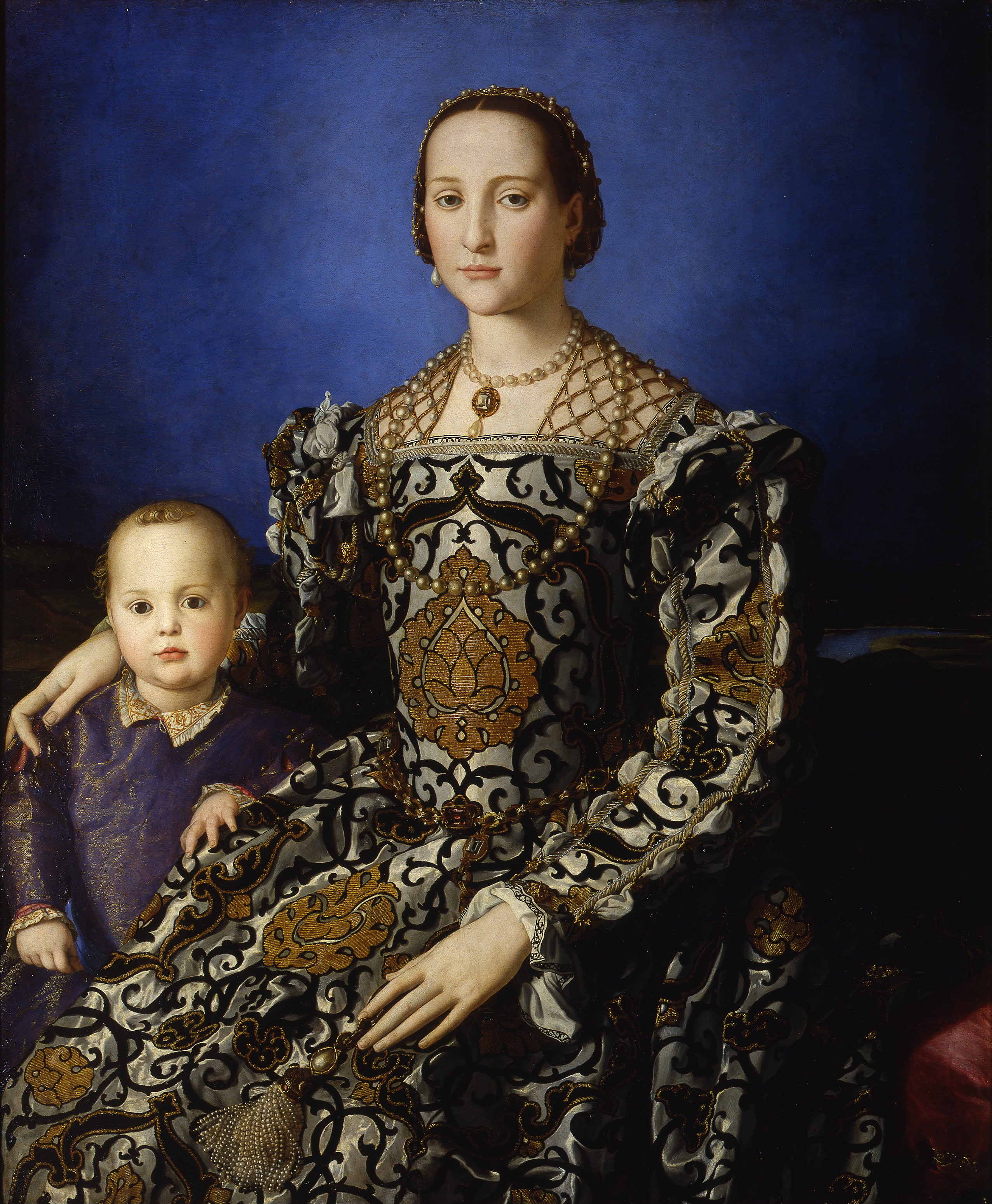
Leonor de Toledo y su hijo Juan, Bronzino, 1545.

Tiziano continuó pintando retratos reales, especialmente de Felipe II de España hasta la década de 1570, pero en números muy reducidos después de alrededor de 1555, y se negó a viajar desde Venecia para hacerlos. El retrato de cuerpo entero de Felipe, realizado entre 1550 y 1551, actualmente en el Museo del Prado, fue enviado a la reina María I, hermana mayor de Isabel y su predecesora, antes de su matrimonio con el monarca español.
Hacia mediados del siglo, las más influyentes cortes continentales prefirieron obras menos reveladoras e íntimas, y a mediados de siglo los dos retratistas reales más prominentes e influyentes en la pintura, aparte de Tiziano, fueron los neerlandeses Antonio Moro y Bronzino en Florencia, junto con el escultor y medallista de la corte de los Habsburgo, Leone Leoni. Moro, que había saltado rápidamente a la fama en 1540, trabajó en toda Europa para los Habsburgo en una versión más estricta y rígida que la manera compositiva de Tiziano, basándose también en el estilo italiano del norte de Moretto. Este último había visitado Londres en 1554, y pintó tres versiones de su famoso retrato de la reina María, además de varios cortesanos ingleses que visitaron Amberes.
El alumno español de Moro, Alonso Sánchez Coello, continuó con una versión más rígida del estilo de su maestro, reemplazándolo como pintor de la corte española en 1561. Sofonisba Anguissola había pintado en un estilo íntimo informal, pero después de su reclutamiento en la corte española como pintora de la reina Isabel de Valois en 1560, fue capaz de adaptar su estilo a las demandas mucho más formales del retrato estatal. El alumno de Moretto, Giovanni Battista Moroni, era contemporáneo de Moro y formó su madurez pictórica en la década de 1550, pero pocos de sus animados retratos eran de la realeza, y pocos se conocían fuera de Italia.
Bronzino desarrolló un estilo de magnificencia fríamente distante, basado en los retratos manieristas de Pontormo, trabajando casi por completo para Cosme I de Médici, el primer Gran Duque de Toscana. Las obras de Bronzino, incluidos sus llamativos retratos de la duquesa esposa de Cosme, Leonor de Toledo, se distribuyeron en muchas versiones por toda Europa, y continuaron fabricándose durante dos décadas a partir del mismo patrón de estudio; un nuevo retrato pintado en sus últimos años, alrededor de 1560, existe solo en unas pocas repeticiones. Al menos muchos de los pintores extranjeros en Londres probablemente hayan visto versiones del tipo anterior, y bien podría haber habido uno en la Royal Collection.
El retrato de tipo francés permaneció dominado por pequeñas pero bien dibujadas longitudes de busto o de medio cuerpo, además de muchos dibujos, a menudo a color, con François Clouet siguiendo, junto a un grupo de imitadores, a su padre Jean; o incluso, la realización de óleos más pequeños por parte de los holandeses Corneille de Lyon y sus seguidores, normalmente no más altos que un libro de bolsillo. Se produjeron algunos retratos de realeza de cuerpo entero, de fuerte influencia alemana o italiana.

### Creando la imagen real

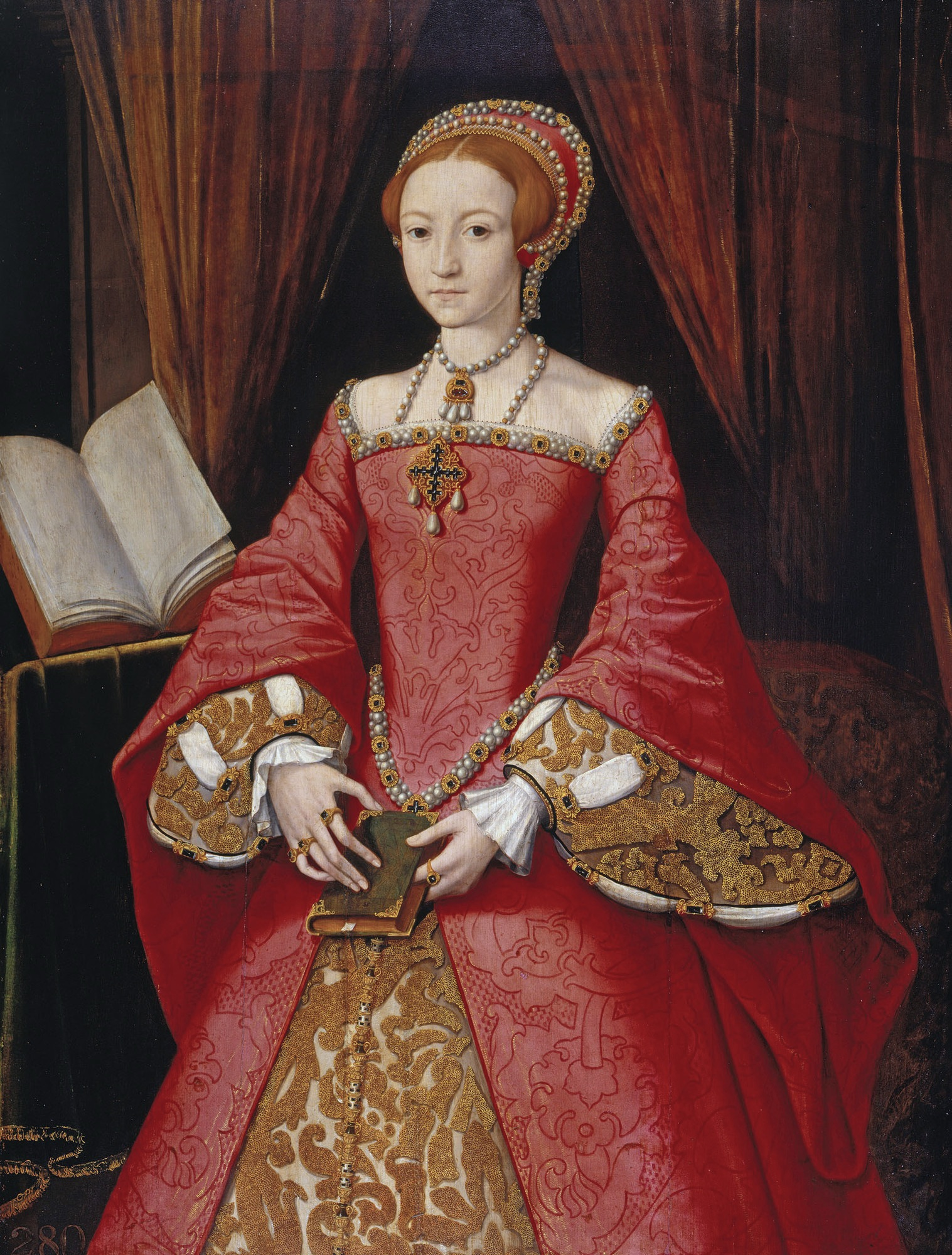
Isabel Tudor como princesa, h. 1546, de un artista desconocido.

William Gaunt contrasta la simplicidad del retrato de 1546 de la entonces princesa Isabel con imágenes posteriores de ella como reina. Él detalla:

"El pintor (...) es desconocido, pero en un estilo competentemente flamenco, representa a la hija de Ana Bolena como una adolescente tranquila y estudiosa, con un adorno en su atuendo como secundario a la sencillez de la línea que enfatiza su juventud. El contraste con la fantástica fantasía de los retratos posteriores: los rasgos pálidos, en forma de máscara, la extravagancia del tocado y la falda, el adorno acolchado que parecía excluir a toda la humanidad ".

La falta de énfasis en representar la profundidad y el volumen en sus retratos posteriores puede haber sido influenciada por los propios puntos de vista de la reina. En Art of Limming, Hilliard advirtió contra todo, menos contra el uso mínimo de modelado de claroscuro que vemos en sus obras, reflejando los puntos de vista de su patrona: 

"(...) ver lo mejor para mostrarse no necesita sombra del lugar, sino más bien la luz abierta (...) Su Majestad (...) eligió su lugar para sentarse con ese propósito en el callejón abierto de un buen jardín, donde no había ningún árbol cerca, ni sombra alguna (...)".

Desde la década de 1570, el gobierno intentó manipular la imagen de la reina como un objeto de devoción y veneración. Sir Roy Strong escribió que el culto a Gloriana fue hábilmente creado para reforzar el orden público y reemplazar, de forma deliberada, los elementos de la religión anterior a la Reforma anglicana, como lo es el culto a la Virgen María y los santos con sus imágenes y boato. Es así como las celebraciones del torneo del Día de la Adhesión, la poesía de la corte y los retratos de Isabel reflejan ese esfuerzo. El manejo de la imagen de la reina alcanzó su apogeo en la última década de su reinado, cuando las imágenes, en vez de mostrar la realidad de la vejez de la reina, fueron reemplazadas por una visión eternamente juvenil de esta, desafiando la realidad del paso del tiempo.

## Primeros retratos

Retrato Clopton, h. 1558–1560.

### La joven reina
Los retratos de la reina en sus primeros años de reinado fueron, probablemente, pintados para ser mostrados a posibles pretendientes y jefes de Estado extranjeros. Estos muestran una naturalidad y moderación similar a las del retrato de Isabel como princesa.

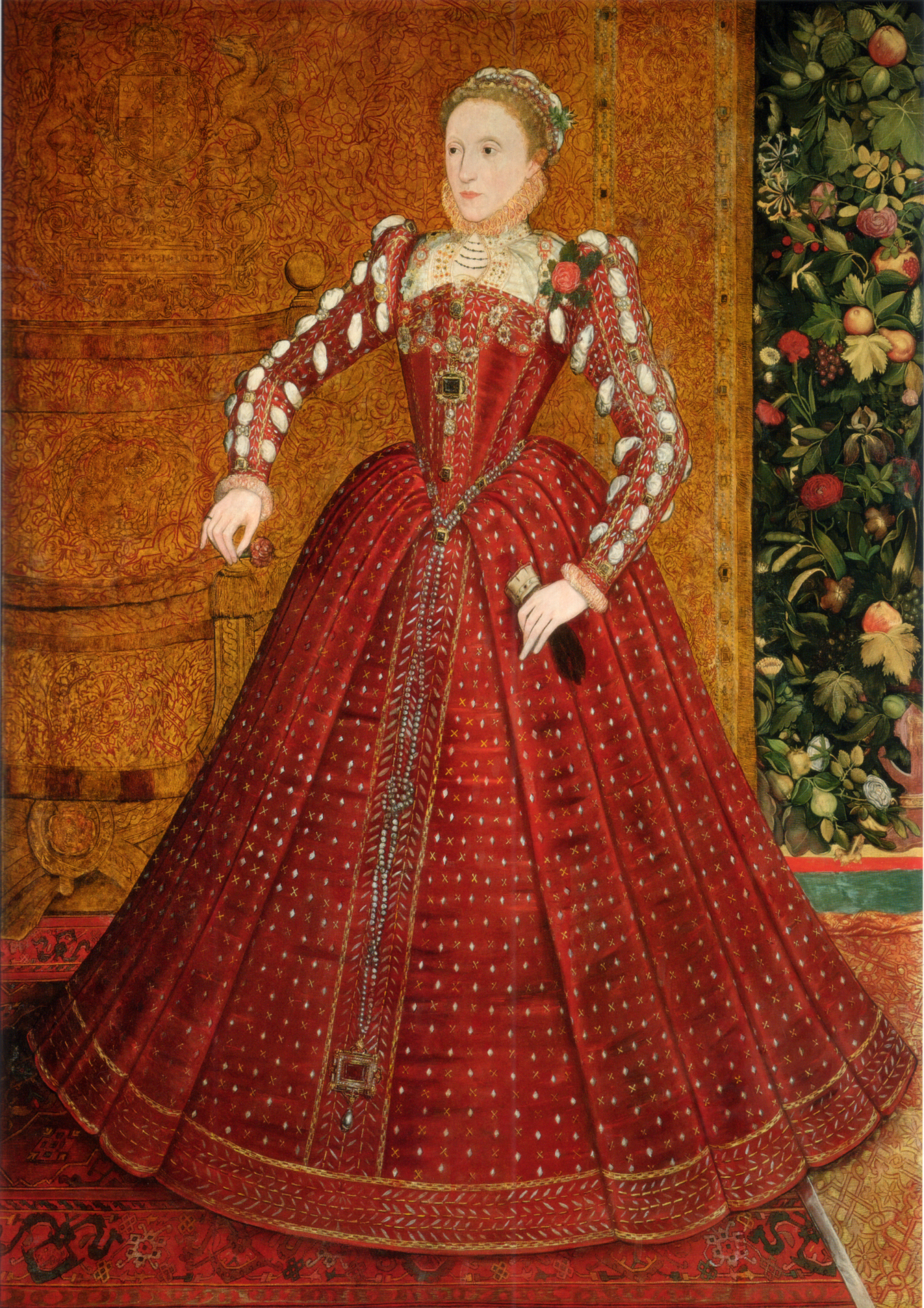
Retrato Hampden, de Van Der Meulen, década de 1560.

El retrato de cuerpo completo llamado Hampden, donde Isabel lleva un vestido de raso rojo, fue realizado por Steven van der Meulen, y ha sido identificado por Sir Roy Strong como uno de los primeros retratos importantes de la primera parte de su reinado. Según el autor, la pintura es una respuesta a una crisis sobre la producción de la imagen real, reflejado en las palabras de un borrador fechado en 1563. Las primeras imágenes que comenzaron a circular de la reina fueron retratos mal hechos en los que se la mostraba con tocado francés, un estilo que ya no usaba. El simbolismo en estas imágenes está en consonancia con los primeros retratos de los Tudor: en algunos, Isabel sostiene un libro (posiblemente un libro de oraciones), lo que sugiere estudio o piedad; en otros sostiene o usa una rosa roja, símbolo de la relación de los Tudor con la Casa de Lancaster, o una rosa blanca, símbolo de la Casa de York o de la virginidad. En el retrato de Hampden, Isabel usa una rosa roja en el hombro, y sostiene una flor de girasol en la mano. De esta imagen, Strong dice:

"Aquí Isabel queda atrapada en ese breve período antes de que un ser humano reconocible se convierta en una diosa".

Una de las artistas más activos en la primera corte de Isabel fue la miniaturista flamenca Levina Teerlinc, que había servido como pintora y dama de compañía de María I y se había quedado en el mismo puesto con Isabel. Teerlinc es conocida por su papel en el surgimiento del retrato en miniatura. Hay documentación de que ella creó numerosos retratos de Isabel, retratos individuales y retratos de la soberana con importantes figuras de la corte, pero solo algunos de ellos han sobrevivido y han sido identificados.

### Isabel y la mitología clásica

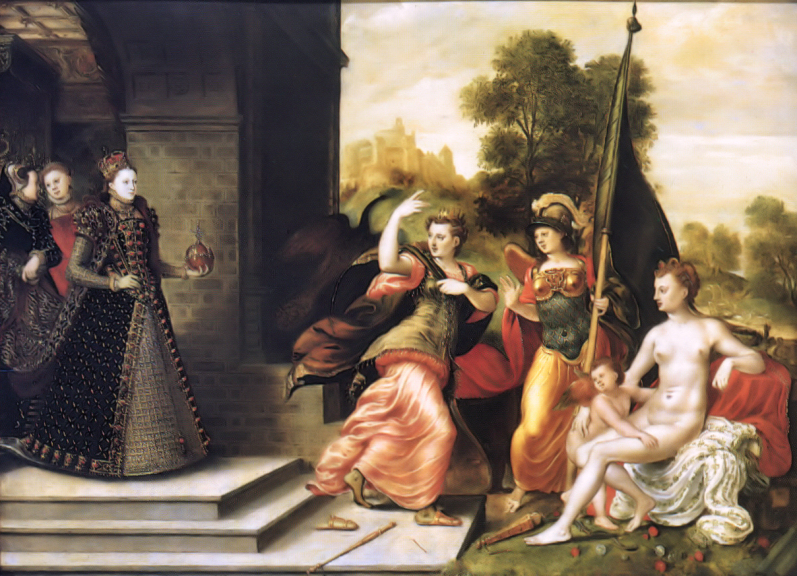
Isabel I y las tres diosas (Juno, Venus y Minerva), 1569.

Dos pinturas alegóricas supervivientes muestran el uso temprano de la mitología clásica para ilustrar la belleza y la soberanía de la joven reina. En Isabel I y las tres diosas de 1569, atribuido a Hans Eworth, muestra la historia del Juicio de Paris con Isabel de protagonista, que en lugar de Paris, es enviada a elegir entre Juno, Venus y Palas-Minerva, todas las cuales son eclipsadas por la reina con su corona y orbe real. Según Susan Doran, el tema de la pintura comprueba la retención del poder real por parte de Isabel: mientras en el mito original, Paris da inicio a la Guerra de Troya y a la ruina de los troyanos, Isabel trae paz y orden a su pueblo, después del turbulento reinado de su hermana.
La última pintura realizada en esta temática fue en La familia de Enrique VIII: Alegoría de la Sucesión Tudor de 1572. Atribuida a Lucas de Heere, muestra al rey en su trono con la católica reina María junto a su esposo Felipe II de España en compañía del dios de la guerra Marte por la izquierda del cuadro, mientras que la protestante Isabel se mantiene a la derecha con las diosas de la Paz y la Abundancia. Una inscripción indica que fue un regalo de la reina a Francis Walsingham como agradecimiento a la firma del Tratado de Blois de 1572, que estableció una alianza entre Inglaterra y Francia contra la agresión española en los Países Bajos durante el período en que Walsingham fue embajador ante la corte francesa. Strong identifica ambas pinturas como celebraciones del gobierno justo de Isabel por exiliados flamencos que se refugiaron en Inglaterra durante la persecución religiosa de los protestantes en los Países Bajos españoles.

### Hilliard y la reina

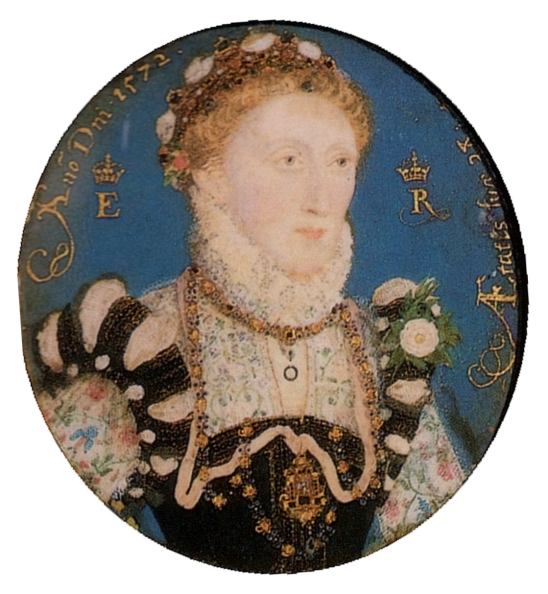
Miniatura de Hilliard, 1572.

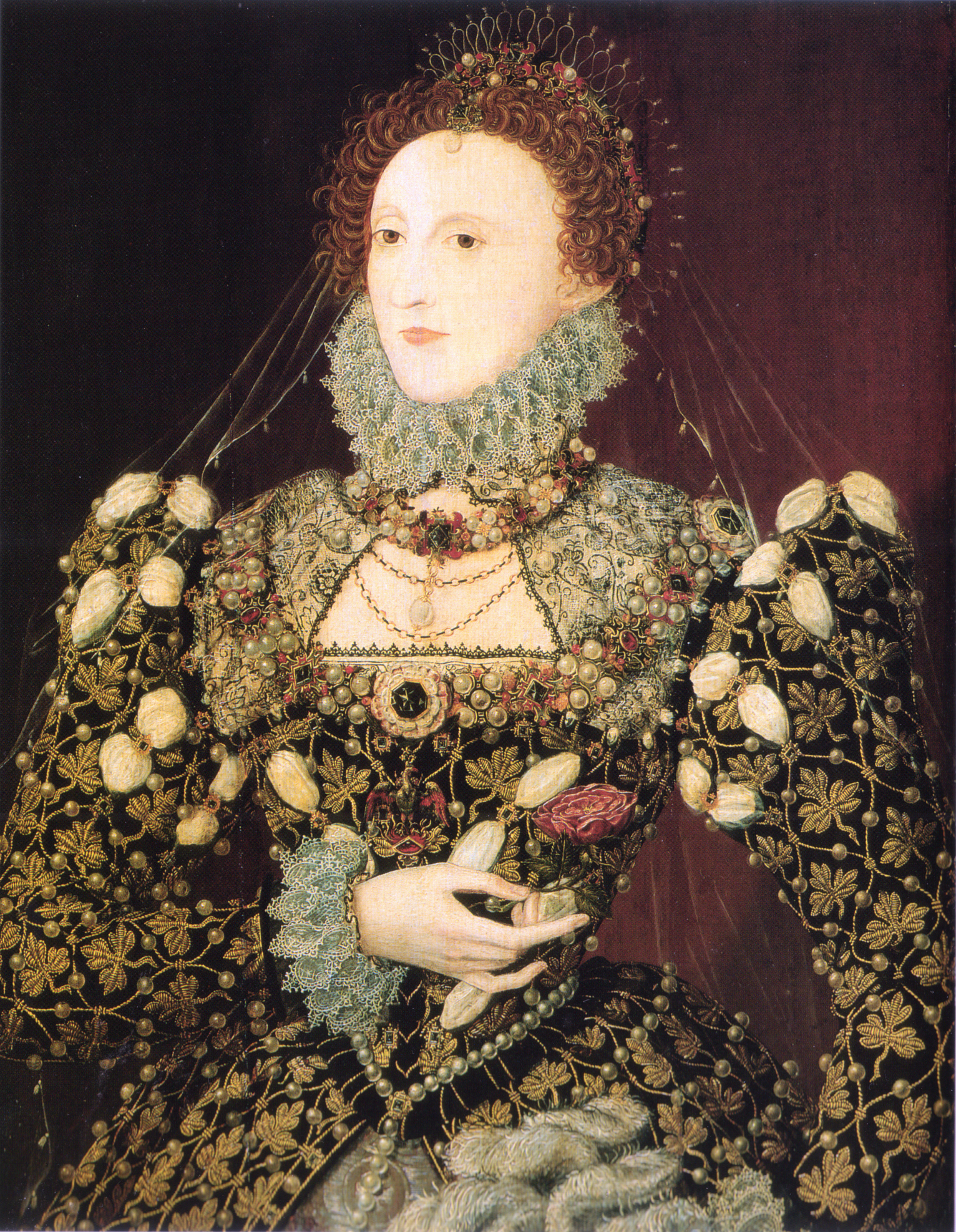
Retrato Phoenix, h. 1575, atribuido a Hilliard.

Nicholas Hilliard fue aprendiz del joyero de la reina, Robert Brandon, un orfebre y chambelán de la ciudad de Londres, y Sir Roy Strong sugiere que Hilliard también puede haber sido entrenado en el arte miniaturista por Levina Teerlinc. Hilliard surgió con notoriedad justo en el momento en que un nuevo pintor de retratos reales era necesario en la corte.
La primera miniatura conocida de Hilliard de la reina data de 1572. No se sabe cuándo fue nombrado formalmente miniaturista y orfebre de Isabel, aunque se le concedió la reversión de un contrato de arrendamiento por la reina en 1573 por su "buen, verdadero y leal servicio". Dos retratos en panel que se le atribuyen, los retratos Phoenix y Pelican, tienen fecha c. 1572-1576, y llevan sus nombres por las joyas que usa la reina, sus insignias personales del pelícano como símbolo de su piedad y el fénix, símbolo de renacimiento. Los investigadores de la National Portrait Gallery anunciaron en septiembre de 2010 que los dos retratos se pintaron en madera del mismo árbol. También encontraron que el trazado del retrato Phoenix coincide con el retrato Pelican al revés. Por lo tanto, se deduce que ambas imágenes de Isabel a sus cuarenta años fueron pintadas al mismo tiempo.
Pero los retratos de panel de Hilliard parecen haber fallado, y en 1576, el recién casado Hilliard viajó a Francia para mejorar sus técnicas. Al regresar a Inglaterra, continuó trabajando como orfebre y produjo espectaculares medallones enjoyados para miniaturas: el Joyel Armada dado por Isabel a Sir Thomas Heneage y el Colgante Drake otorgado a Sir Francis Drake son los ejemplos más conocidos. Como parte del culto a la Reina Virgen, se esperaba que los cortesanos llevaran la imagen de la Reina, al menos en la corte.

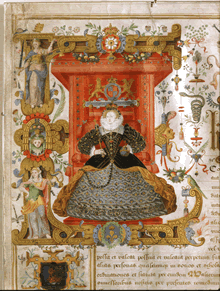
Carta del Emmanuel College, 1584.

Su nombramiento como miniaturista de la Corona le dio trabajo igualmente como decorador e iluminador de documentos importantes, como la carta fundadora del Emmanuel College de la Universidad de Cambridge (1584), donde se representó a Isabel entronizada bajo un baldaquino dentro de un marco elaborado de relieves renacentistas de estilo flamenco y ornamentos grutescos. También parece haber diseñado marcos de página de título y bordes para libros en xilografía, algunos de los cuales llevan sus iniciales.

### El retrato deDarnley

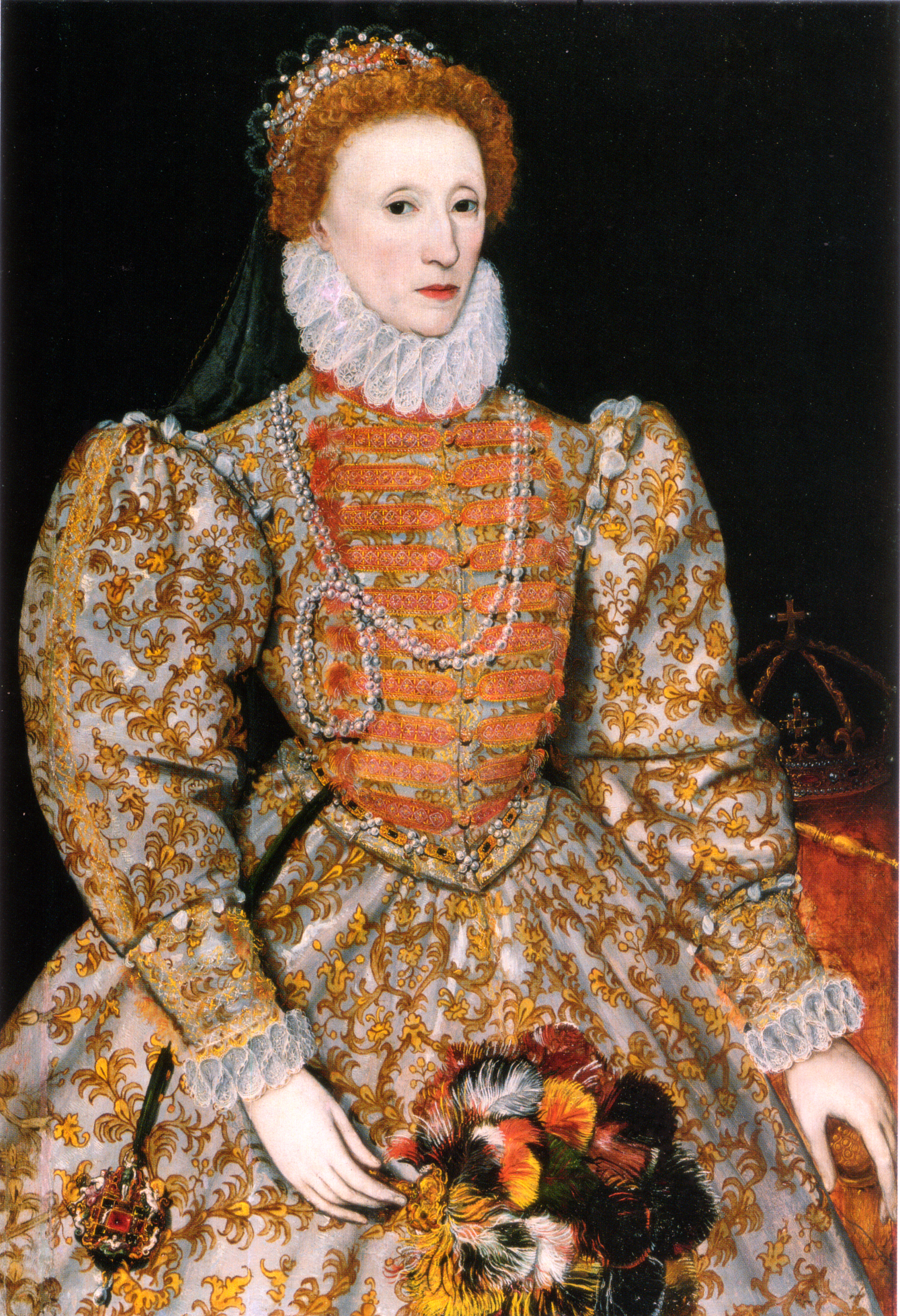
Retrato de Darnley, h. 1575

La inexistencia de un retrato oficial de Isabel se resolvió con la creación del retrato Darnley. Probablemente pintado entre 1575 y 1576, este retrato es la fuente de un patrón de cara que sería utilizado y reutilizado para los retratos autorizados de Isabel durante la década de 1590, conservando la impresión de su belleza y juventud eterna. Sir Roy Strong sugirió que el artista probablemente fuera Federico Zuccaro, un artista italiano "eminente", aunque no un pintor especializado en retratos, que se sabe que visitó la corte brevemente con una carta de presentación del favorito de Isabel, Robert Dudley, el 5 de marzo de 1575. Los dibujos preparatorios de Zuccaro para retratos de cuerpo completo de ambos, Dudley e Isabel, sobreviven, aunque es improbable que el dibujo de Isabel haya sido pintado alguna vez. Los conservadores de la National Portrait Gallery creen que la atribución del retrato Darnley a Zuccaro "no es sostenible" y atribuyen el trabajo a un artista desconocido "continental" (posiblemente neerlandés).
El retrato Darnley presenta una corona y un cetro en una mesa al lado de la reina, y fue la primera aparición de estos símbolos de soberanía utilizados por separado como accesorios (en lugar de usados y transportados) en retratos Tudor, un tema que se ampliaría en retratos posteriores. Recientes trabajos de conservación han revelado que la tez extremadamente pálida en este retrato, ahora icónica de Isabel, es el resultado del deterioro de los pigmentos rojos, que también ha alterado el color de su vestido.

## "La Virgen Emperatriz de los Mares"

### El regreso de la edad de oro

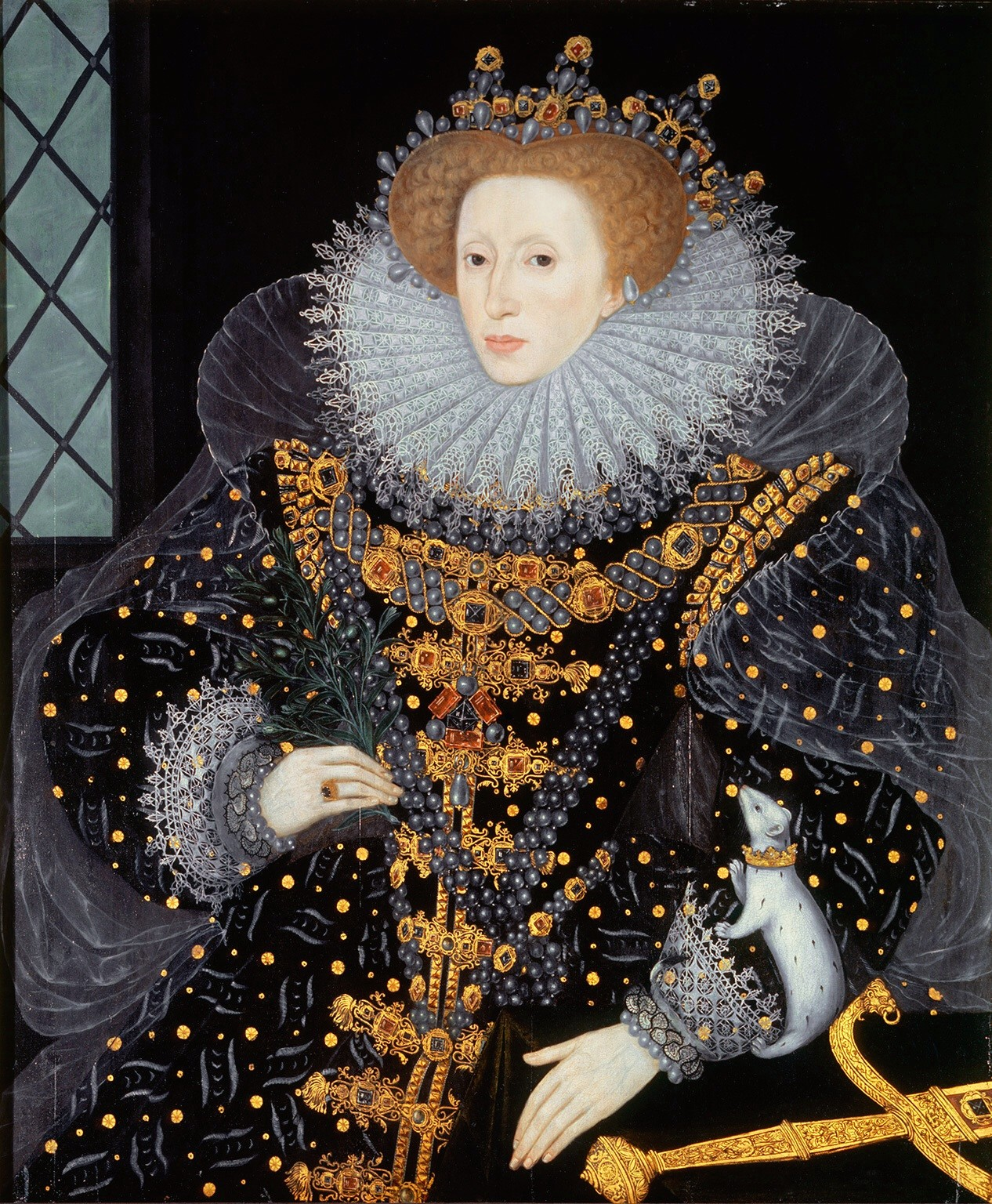
El retrato Ermine, William Segar, 1585. Isabel como Pax.

La excomunión de Isabel por parte del papa Pío V en 1570 provocó un aumento de la tensión con Felipe II de España, que defendió a los ideales de la católica María I de Escocia como heredera legítima de su difunta esposa María Tudor. Esta tensión se extendió durante las siguientes décadas en los mares del Nuevo Mundo, así como en Europa, y culminó con el intento de invasión de la Armada Invencible.
Es en este contexto que aparece la primera de una larga serie de retratos que representan a Isabel con numerosas superposiciones simbólicas de dominio imperial basadas en el dominio de los mares. Lo anterior es combinado con una segunda capa de simbolismo que representa a Isabel como la Reina Virgen, buscando colocar la imagen de Isabel como la protectora protestante destinada a su pueblo.
Strong señala que no hay rastros de esta iconografía en los retratos de Isabel antes de 1579, e identifica su origen en General and Rare Memorials Pertayning to the Perfect Arte of Navigation escrito por John Dee en 1577, donde alentó el establecimiento de un Imperio inglés apoyado por una fuerte armada, y afirmando las pretensiones imperiales de Isabel a través de su supuesta descendencia de Bruto de Troya y el Rey Arturo.
La inspiración de Dee radica en la fantasiosa Historia Regum Britanniae de Godofredo de Monmouth, historia legendaria de los reyes británicos que era aceptada como real por los poetas isabelinos, y formó la base de los símbolos históricos de Inglaterra. En esta pseudohistoria del siglo XII, Gran Bretaña fue fundada y nombrada después de Bruto, el descendiente de Eneas que fundó Roma. Los Tudor, de ascendencia galesa, son herederos de los británicos más antiguos y, por lo tanto, de Eneas y Bruto. Al unir las Casas de York y Lancaster tras la lucha de la Guerra de las Rosas, los Tudor dieron paso a un reino unido donde reinaba Pax. Según Edwin Greenlaw:

"El descenso de los britanos de los troyanos, la vinculación con Arturo, Enrique VIII e Isabel como los monarcas más grandes de Gran Bretaña, y el regreso bajo Isabel de la Edad de Oro son todos características del pensamiento isabelino".

Esta comprensión de la historia y el lugar de Isabel en ella forman el trasfondo de los retratos simbólicos de la segunda mitad de su reinado.

### "La Virgen"
La serie Sieve Portraits copiaron el patrón facial del retrato Darnley y agregaron una superposición alegórica que representa a Isabel como la vestal Tuccia, famosa por demostrar su castidad llevando un colador lleno de agua desde el río Tíber hasta el templo de Vesta sin derramar una gota. El primer Sieve Portrait fue pintado por George Gower en 1579, pero la imagen más famosa e influyente es la versión de 1583 de Quentin Matsys el Joven.

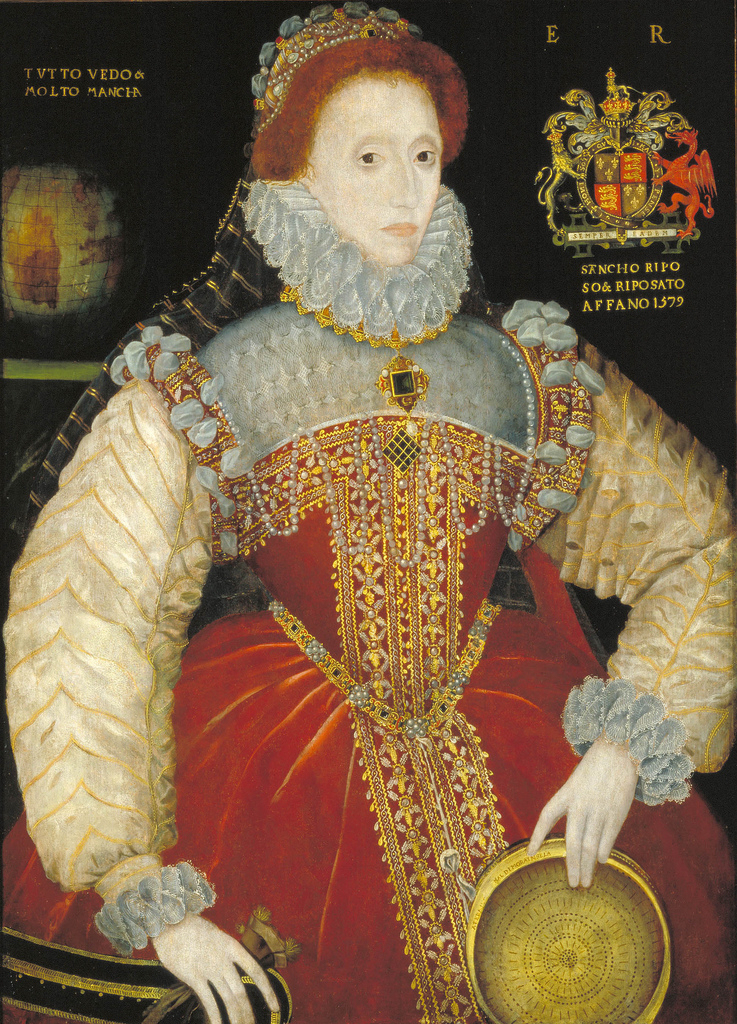
Retrato Plimpton Sieve, Gower, 1579.

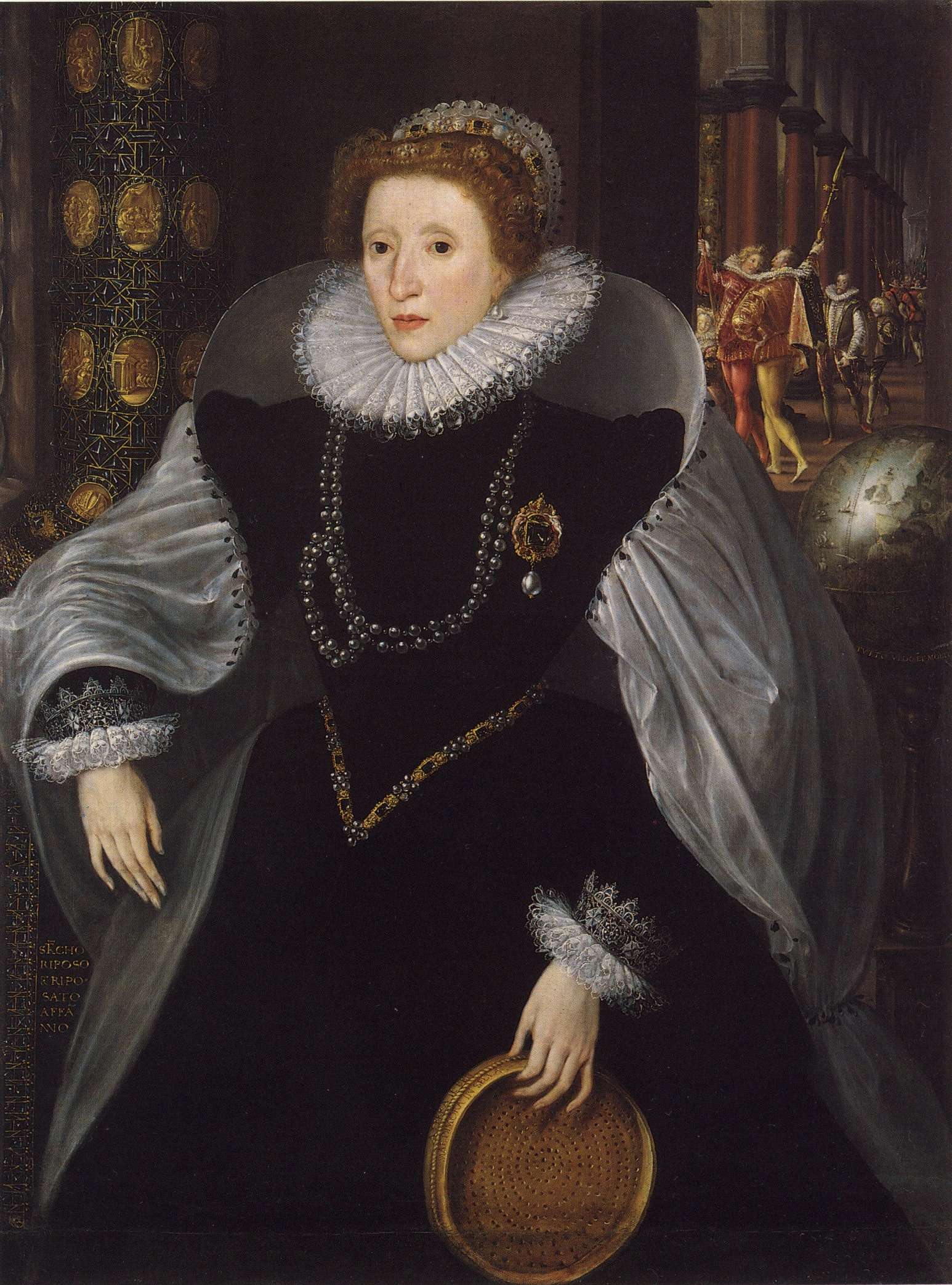
Retrato Siena Sieve, Metsys el Joven, 1583.

En la versión de Matsys, Isabel está rodeada de símbolos imperiales, que incluyen una columna y un globo terráqueo, una iconografía que aparecería una y otra vez en sus retratos de las décadas de 1580 y 1590, sobre todo en el retrato Armada, h. 1588. Los medallones en el pilar a la izquierda de la reina ilustran la historia de Dido y Eneas, antepasado de Bruto, sugiriendo que, al igual que Eneas, el destino de Isabel es rechazar el matrimonio y fundar un imperio. El mecenas de esta pintura era probablemente Sir Christopher Hatton (su insignia heráldica de la cierva blanca aparece en la manga de uno de los cortesanos en el fondo), y la obra puede expresar oposición al matrimonio propuesto de Isabel con Francisco de Anjou.
La vestal Tuccia era familiar para los lectores isabelinos del Triunfo de la castidad de Petrarca. Otro símbolo de esta obra es el armiño inmaculado, que lleva un collar de oro tachonado de topacios. Este símbolo de pureza aparece en el retrato Ermine de 1585, atribuido al heraldo William Segar. La reina lleva la rama de olivo de Pax, y la espada de la Justicia descansa sobre la mesa a su lado. En combinación, estos símbolos representan no solo la pureza personal de Isabel, sino la "rectitud y justicia de su gobierno".

### Visiones del imperio

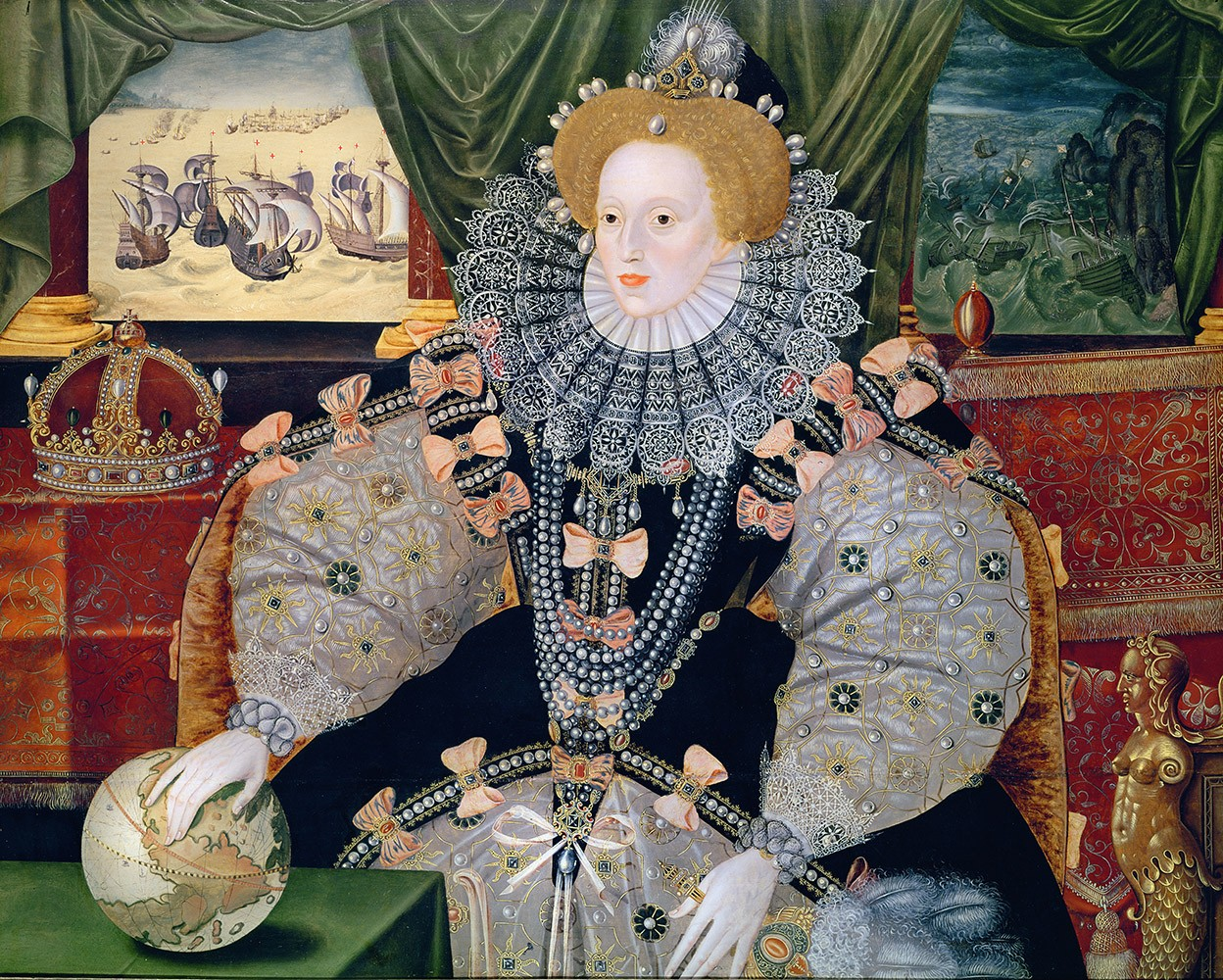
Versión del retrato Armada en Woburn Abbey, h. 1588.

El retrato Armada es una pintura de panel alegórica que representa a la reina rodeada de símbolos del imperio sobre un telón de fondo que representa la derrota de la Armada española en 1588.
Hay tres versiones sobrevivientes del retrato, además de varias pinturas derivadas. La versión de Woburn Abbey, sede de los Duques de Bedford, fue aceptada durante mucho tiempo como obra de George Gower, que había sido nombrado Serjeant Painter en 1581. Una versión en la National Portrait Gallery, que ha sido cortada abajo a ambos lados dejando solo un retrato de la reina, también fue atribuido anteriormente a Gower. Una tercera versión, propiedad de la familia Tyrwhitt-Drake, puede haber sido encargada por Sir Francis Drake. Los estudiosos coinciden en que esta versión es de una mano diferente, señalando las técnicas y enfoques distintivos para el modelado de las características de la reina. Los conservadores ahora creen que las tres versiones existentes son todas salidas de diferentes talleres bajo la dirección de artistas ingleses desconocidos.
La combinación de un retrato de tamaño natural de la reina con un formato horizontal no tiene precedentes, aunque los retratos alegóricos en un formato horizontal, como Isabel I y las tres diosas y La familia de Enrique VIII: Alegoría de la Sucesión Tudor son anteriores al retrato Armada.

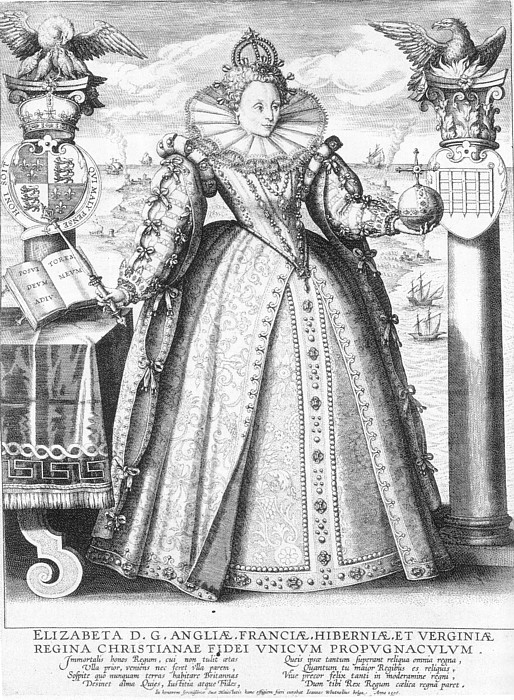
Grabado de Crispijn van de Passe, impreso en 1596.

La mano de la reina descansa en un globo terráqueo debajo de la corona de Inglaterra, con sus dedos cubriendo el continente americano, indicando el dominio inglés de los mares y los planes de expansión imperial en el Nuevo Mundo. La reina está flanqueada por dos columnas detrás, probablemente una referencia a las Columnas de Hércules, uno de los símbolos de la empresa imperialista de Carlos I de España, padre de Felipe II. Al fondo, por la izquierda del cuadro, los brulotes ingleses amenazan la flota española; y por la derecha, los barcos son conducidos contra una costa rocosa en medio de los mares tormentosos por el "viento protestante". En un nivel secundario, estas imágenes muestran a Isabel dándole la espalda a la tormenta y la oscuridad mientras que la luz del sol brilla donde ella mira.
Un grabado de Crispijn van de Passe, publicado en 1596 pero que muestra trajes de la década de 1580, lleva una iconografía similar. Isabel se encuentra entre dos columnas portando la insignia heráldica Tudor de un rastrillo. Las columnas están coronadas por sus emblemas del pelícano como símbolo de su piedad y el fénix, y los barcos llenan el mar detrás de ella.

### El culto a Isabel

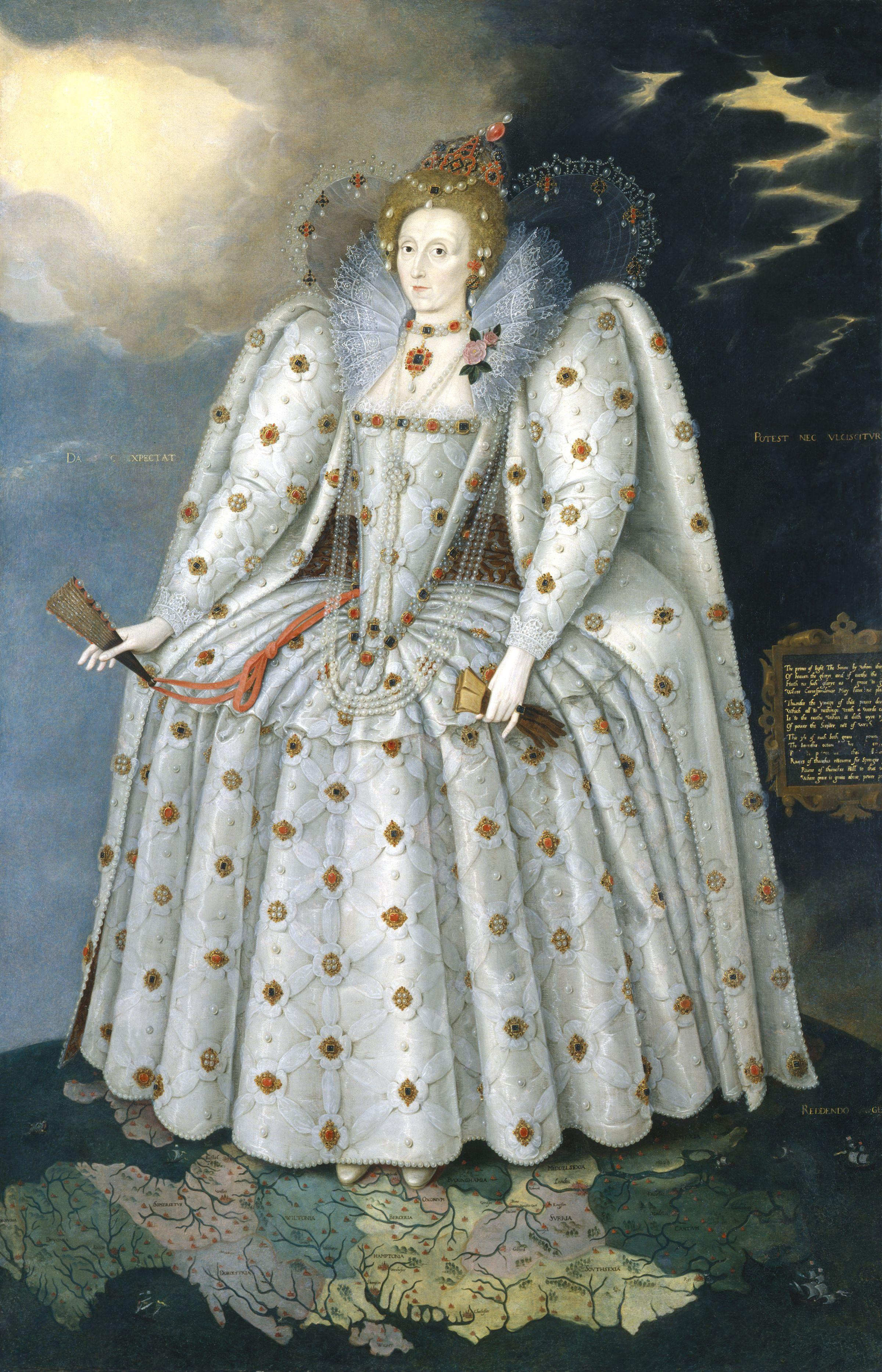
Retrato Ditchley, Marcus Gheeraerts el Joven, h. 1592.

Los diversos hilos de la mitología y el simbolismo que crearon la iconografía de Isabel I se combinaron en un tapiz de inmensa complejidad en los años posteriores a la derrota de la Armada española. En poesía, retratos y boato, la reina fue celebrada como Astrea, la virgen justa, y simultáneamente como Venus, la diosa del amor. Otra exaltación de la pureza virginal de la reina la identificó con la diosa de la luna que tiene el dominio sobre las aguas. Sir Walter Raleigh había comenzado a usar Diana y, más tarde, Cintia como alias para la reina en su poesía alrededor de 1580. Alrededor de 1586, las imágenes de Isabel con joyas en forma de luna creciente o flechas de cazadora comenzaron a aparecer en sus retratos y se multiplicaron durante el resto de su reinado. Los cortesanos llevaban la imagen de la reina en collares y camafeos para expresar su devoción, y tenían sus retratos pintados con sus colores emblemáticos blanco y negro.
El retrato Ditchley parece haber estado siempre en la casa del antiguo campeón de la reina, Henry Lee de Ditchley, en Oxfordshire, y probablemente fue pintado con ocasión o conmemoración de la visita de la reina a Ditchley en 1592. La pintura se atribuye a Marcus Gheeraerts el Joven, y casi con certeza se basó en una sesión organizada por Lee, que era mecenas del pintor. En esta imagen, la reina se encuentra sobre un mapa de Inglaterra, con los pies en Oxfordshire. La pintura ha sido recortada y el fondo está pobremente repintado, por lo que la inscripción está incompleta. Las tormentas se enfurecen detrás de ella mientras el sol brilla delante de su figura, mientras usa una joya en forma de esfera armilar en su oreja izquierda. Se hicieron muchas versiones de esta pintura, probablemente en el taller de Gheeraerts, con los elementos alegóricos eliminados y las características de Isabel "suavizadas" por el marcado realismo de su rostro en el original. Uno de estos fue enviado como un regalo diplomático para Fernando I de Médici y ahora se encuentra en el Palacio Pitti.

### La Máscara de la Juventud

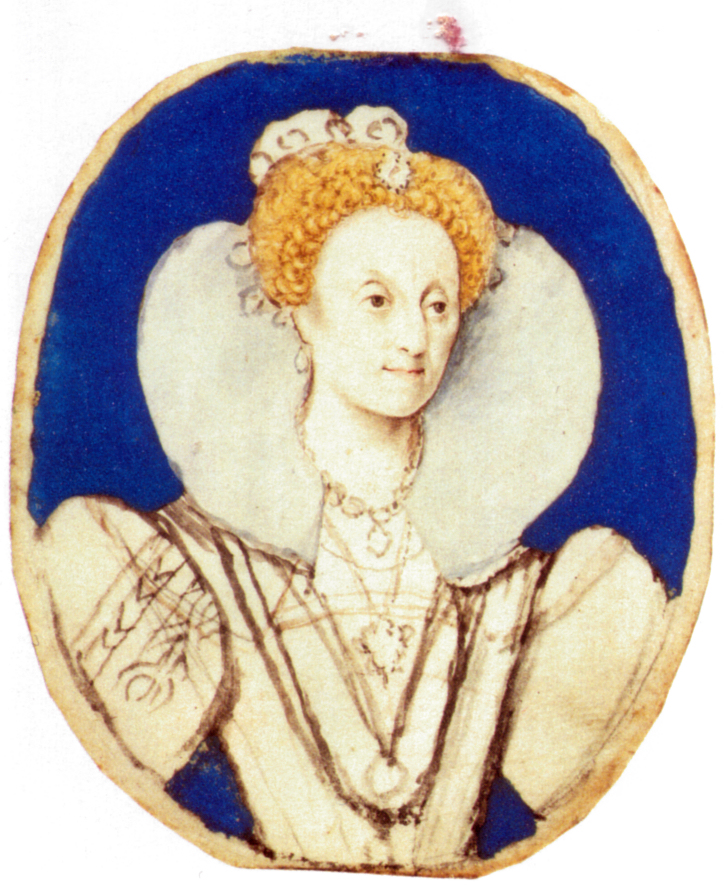
Miniatura inacabada, Oliver, h. 1592.

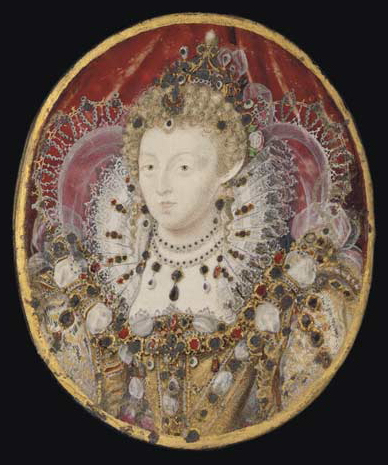
Miniatura recientemente descubierta de Hilliard, 1595–1600.

Alrededor de 1592, Isaac Oliver, alumno de Hilliard, también trabajó para la reina produciendo una miniatura de retrato inacabada, pero que fue utilizada como patrón para futuros grabados de Isabel. Solo una de este tipo sobrevive, con las características de la reina suavizadas, y Strong sugiere que esta imagen realista de la ya anciana Isabel no fue considerada un éxito.
Antes de la década de 1590, las xilografías y grabados de la reina se crearon como ilustraciones de libros, pero en esta década aparecen por primera vez impresiones individuales de la reina, basadas en el patrón Oliver. En 1596, el Consejo Privado de Isabel ordenó que los retratos indecorosos de la reina que habían causado una "gran ofensa" fueran buscados y quemados, y Strong sugirió que estos grabados, de los cuales comparativamente pocos sobreviven, pueden ser imágenes ofensivas.

"Debe haber sido la exposición al realismo buscado tanto de Gheeraerts como de Oliver lo que provocó la decisión de suprimir todas las semejanzas de la reina que la describían de alguna manera vieja y, por lo tanto, sujeta a la mortalidad".

En cualquier caso, ninguno de los retratos supervivientes fechados entre 1596 y la muerte de Isabel en 1603 muestran a la anciana reina como realmente era. El fiel parecido con el original solo se encuentra en los relatos de contemporáneos, como en el informe escrito en 1597 por André Hurault de Maisse, embajador extraordinario de Enrique IV de Francia, después de una audiencia con la reina de 75 años, durante la cual notó sus dientes amarillentos y desordenados y la falta de ellos en gran cantidad en su lado izquierdo, lo que le provocaba problemas para modular y hablar normalmente; sin embargo, afirmando la belleza y elegancia de sus modales y la conservación de su dignidad, humilde y gentil. Todas las imágenes posteriores se basan en el diseño de sus facciones faciales por Hilliard en algún momento de la década de 1590, llamado por los historiadores del arte como la "Máscara de la Juventud", ya que se retrató a Isabel como siempre joven. Se conocen unas dieciséis miniaturas de Hilliard y su estudio basados en este patrón facial, con diferentes combinaciones de vestuario y joyas probablemente pintadas en vida, y adoptado por numerosos otros artistas asociados a la corte inglesa.

### Los retratos de la coronación

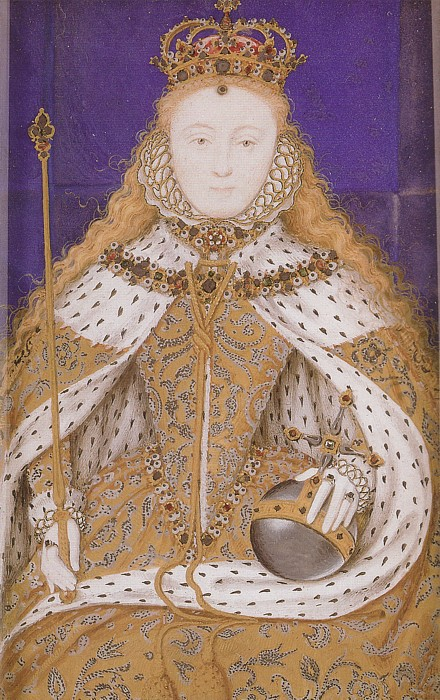
Hilliard, h. 1600.

Dos retratos de Isabel en sus túnicas de coronación sobreviven, ambos datan de 1600 o poco después. Uno es un retrato de panel al óleo y el otro es una miniatura realizada por Hilliard. La orden del sastre de la reina de remendar la túnica de coronación dorada utilizada por la reina María I para Isabel sobrevive, y el estudio realizado por la historiadora de vestuario Janet Arnold señala que las pinturas reflejan fielmente los registros escritos, aunque las joyas difieren en las dos pinturas, sugiriendo dos fuentes diferentes, una posiblemente una miniatura de Levina Teerlinc. No se sabe por qué ni para quién se crearon estos retratos, en o justo después del final del reinado de Isabel.

### El retratoRainbow

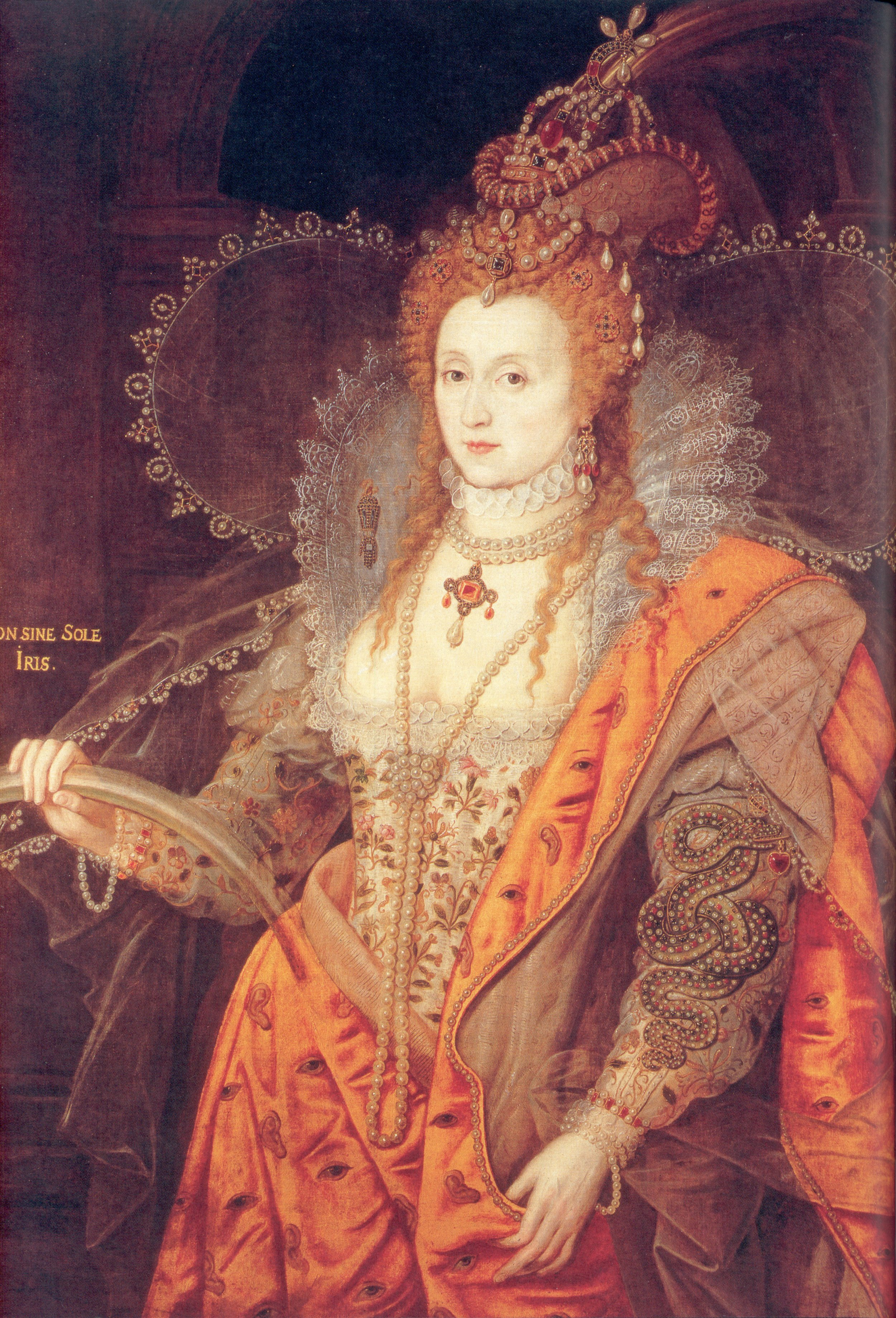
Retrato Arcoiris, h. 1600–1602, atribuido a Marcus Gheeraerts el Joven.

Atribuido a Gheeraerts el Joven, el retrato Arcoiris es quizás el más simbólico. Pintado entre 1600 y 1602, actualmente se encuentra en Hatfield House, cuando la reina tenía más de 60 años, y se la muestra joven y vestida para una mascarada con un corpiño de lino bordado con flores de primavera y un manto colgado de un hombro, con su cabello suelto bajo un tocado de fantasía. Entre los símbolos que usa se encuentran los populares en libros de emblemas, incluyendo la capa con ojos y oídos, la serpiente de la Sabiduría y la esfera armilar celeste junto a un arcoíris con el lema non sine sol iris (no hay arcoiris sin el sol). Strong sugiere que la complejidad del tema pictórico puede ser obra del poeta John Davies, cuyos Hymns to Astraea, realizados en honor a Isabel, usan gran parte de las mismas imágenes; y encargado por Robert Cecil como parte de la decoración en honor a la visita realizada por Isabel en 1602, cuando un "santuario a Astrea" apareció entre los entretenimientos en la visita, que es considerada como la última gran fiesta realizada en su reinado.

## Libros y monedas

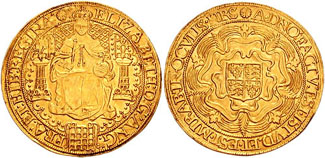
Soberano de Oro de 1585.

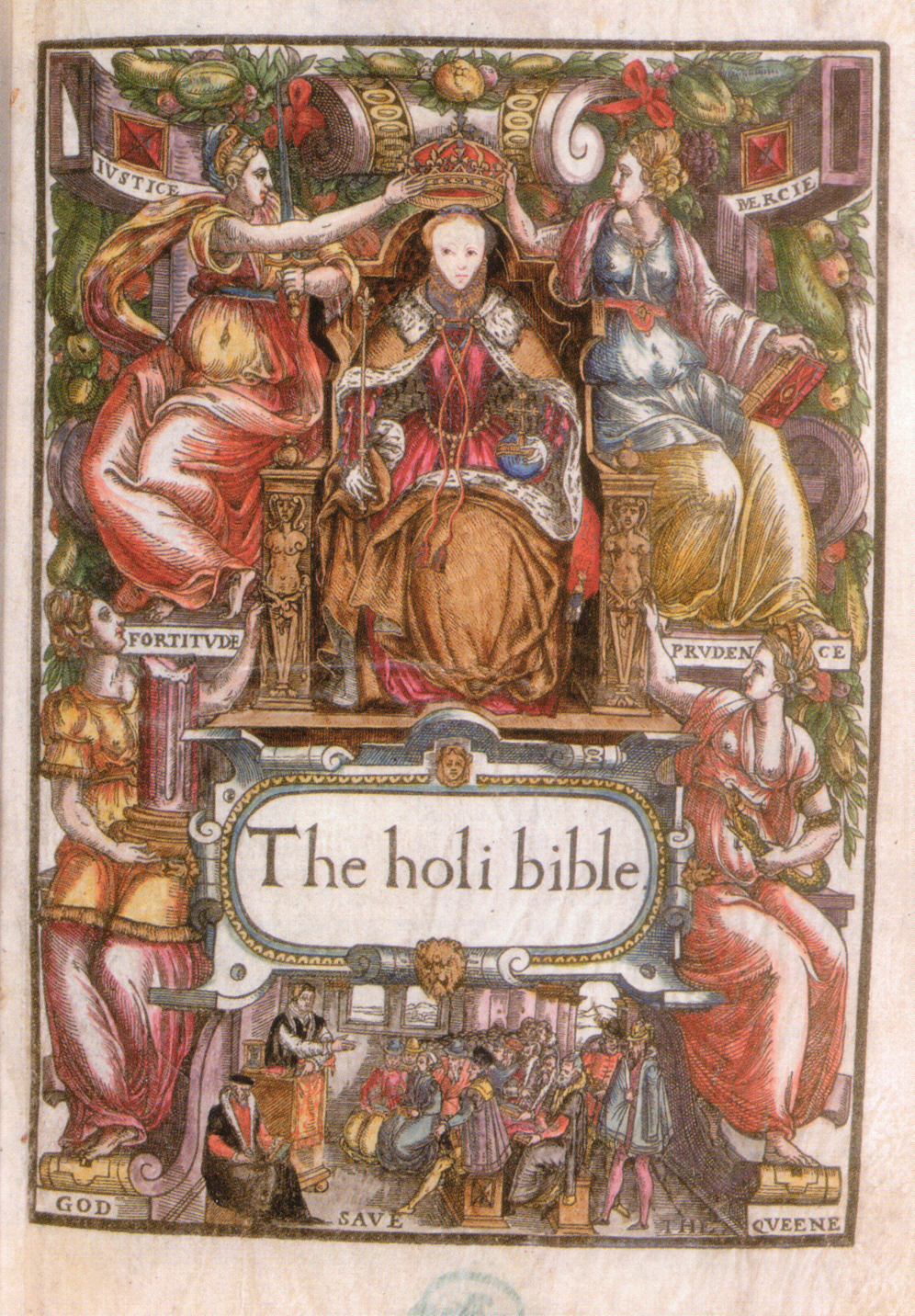
Página coloreada de la Biblia de los Obispos, 1569, Museo Británico.

Antes de la amplia difusión de los grabados de la reina en la década de 1590, la gente común en la Inglaterra isabelina estaría más familiarizada con su imagen por medio de las monedas. En diciembre de 1560, se inició una reorganización sistemática del dinero devaluado que estaba en circulación. El principal esfuerzo inicial fue la emisión de chelines y grañones de plata esterlina tanto de plata como de oro. Esta restauración de la moneda fue uno de los tres logros principales que se observan en la tumba de Isabel, que ilustra el valor de la moneda estable para sus contemporáneos. Monedas posteriores representaron a la reina de manera icónica, con los acompañamientos tradicionales de insignias heráldicas de su familia, incluyendo la rosa Tudor y el rastrillo.
Los libros proporcionaron otra fuente de imágenes ampliamente difundida de Isabel. Su retrato apareció en la portada de la Biblia de los Obispos, la Biblia estándar de la Iglesia de Inglaterra, publicada en 1568 y revisada en 1572. En varias ediciones, se representa a Isabel con su orbe y su cetro acompañada de alegorías femeninas.

## Interpretación de los retratos

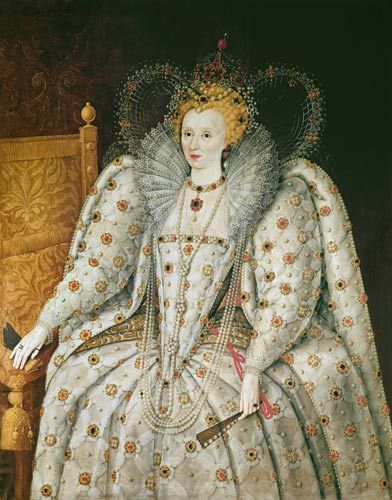
Retrato del Palacio Pitti, Florencia.

Puede ser difícil para los espectadores modernos observar los cientos de imágenes de Isabel de la misma forma que sus súbditos, cortesanos y rivales las veían. Los retratos están inmersos en la mitología clásica y el entendimiento renacentista de la historia y el destino inglés, con fuertes alusiones a los sonetos de Petrarca y, al final de su reinado, a la obra La Reina Hada de Edmund Spenser. Frances Yates señala que los retratos más complejos y simbólicos pueden todos conmemorar eventos específicos o haber sido diseñados como parte de complejos entretenimientos temáticos. Los más famosos, Armada, Ditchley y Arcoiris, están todos asociados con estas formas de eventos únicos. En la medida que los contextos de otros retratos se han perdido para su estudio posterior, también las claves para comprender estas notables imágenes, tal como las entendieron los isabelinos, pueden haberse perdido en el tiempo. Incluso aquellos retratos que no son abiertamente alegóricos pueden estar llenos de significado para un ojo especializado. Los cortesanos isabelinos, familiarizados con el lenguaje de las flores y los libros de emblemas italianos, "leían" historias sobre las flores que llevaba la reina, los bordados en sus ropas y el diseño de sus joyas.

"El miedo al uso incorrecto y la percepción de la imagen visual domina la edad isabelina. La vieja idea pre-Reforma de las imágenes, las religiosas, era que compartían la esencia de lo que representaban. Se abrazó cualquier avance en la técnica que pudiera reforzar esa experiencia. Eso ahora se revirtió, de hecho puede explicar que los isabelinos no hayan tenido conocimiento de los avances ópticos que crearon el arte del Renacimiento italiano. Ciertamente sabían sobre estas cosas, pero, y esto es fundamental para la comprensión de los isabelinos, decidieron no emplearlos. En cambio, las artes visuales se retiraron a favor de presentar una serie de signos o símbolos a través de los cuales el espectador debía pasar a una comprensión de la idea detrás del trabajo. De esta manera, las artes visuales fueron verbalizadas, convertidas en una forma de libro, un 'texto' que requería lectura por parte del espectador. No hay mejores ejemplos de esto que los retratos bastante extraordinarios de la reina misma, que cada vez más, a medida que avanzaba el reinado, tomó la forma de colecciones de patrones abstractos y símbolos dispuestos de una manera poco natural para que el espectador se deshaga, y al hacerlo así que entre en una visión interna de la idea de la monarquía".
Roy Strong

## Galería

### Corte real

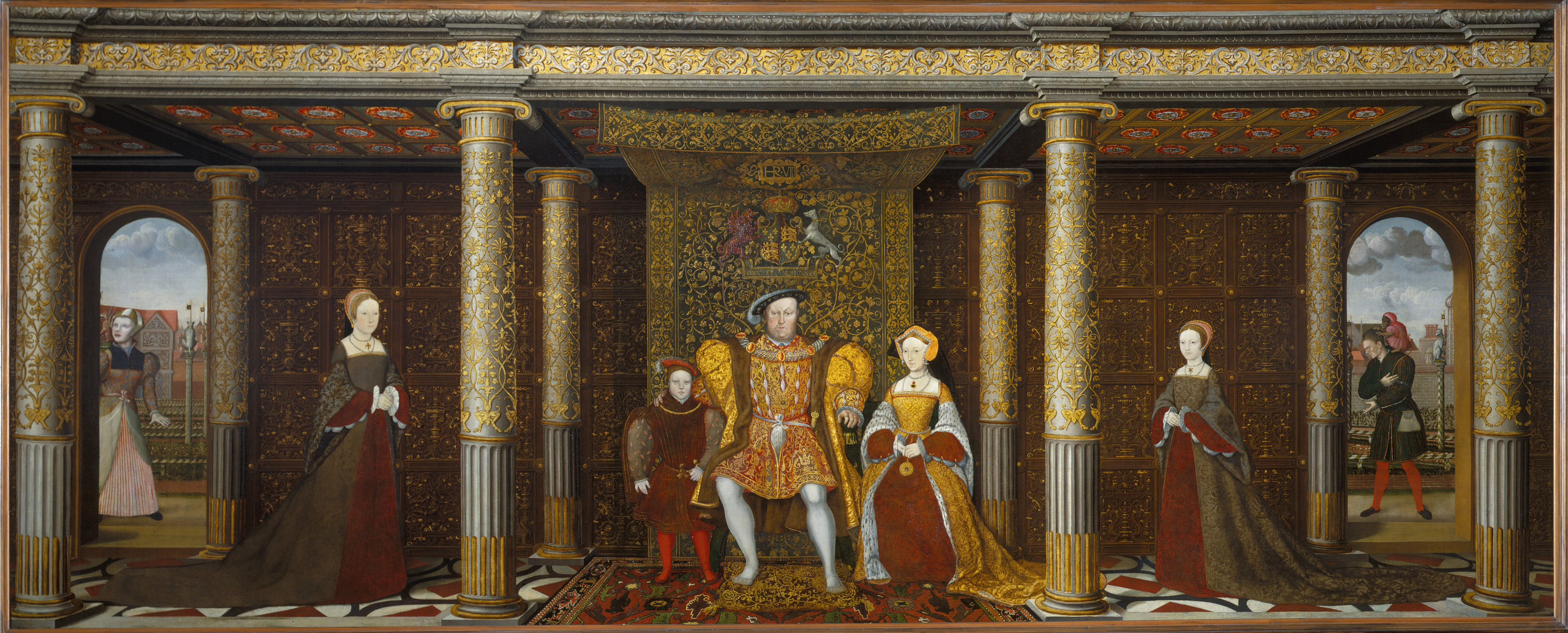
Artista desconocido, La familia de Enrique VIII, con Isabel a la derecha, h. 1545.
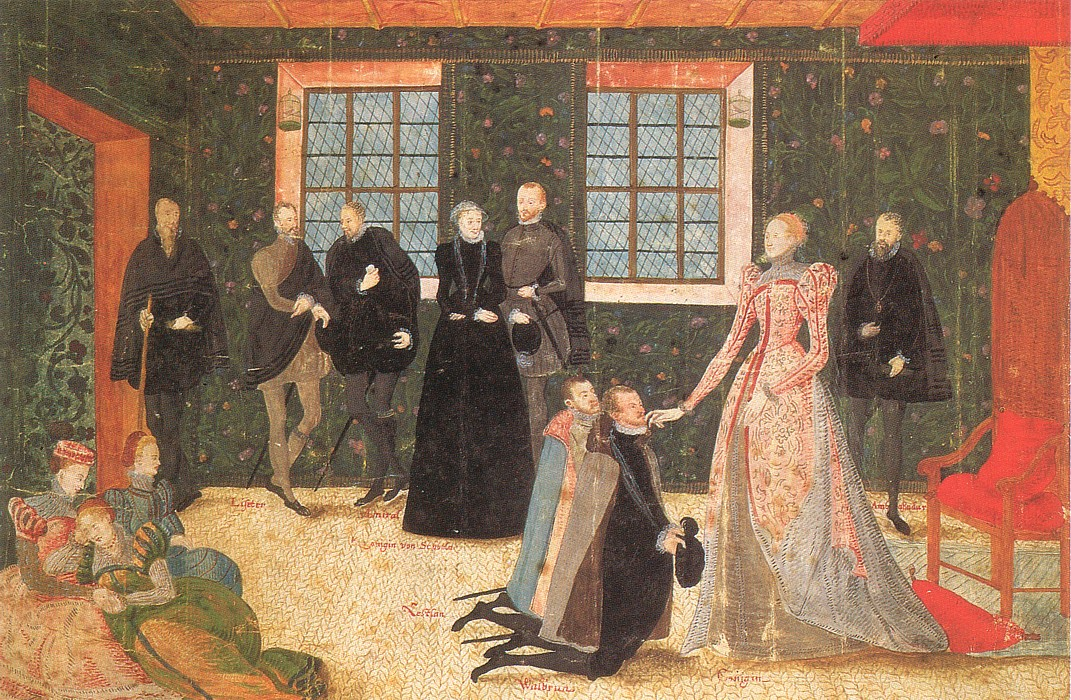
Isabel y los embajadores, atribuido a Levina Teerlinc, h. 1560.
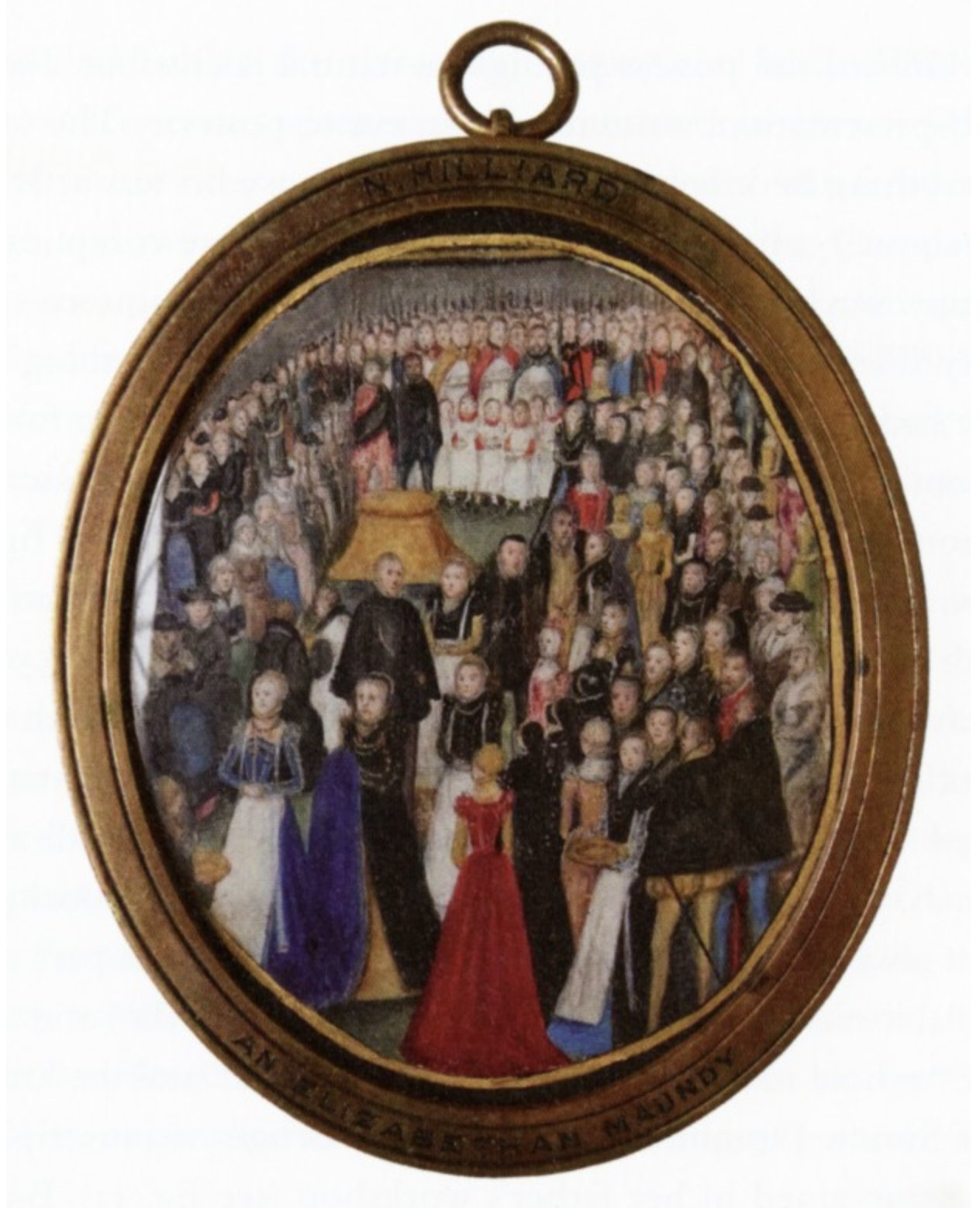
An Elizabethan Maundy, miniatura de Teerlinc, h. 1560.
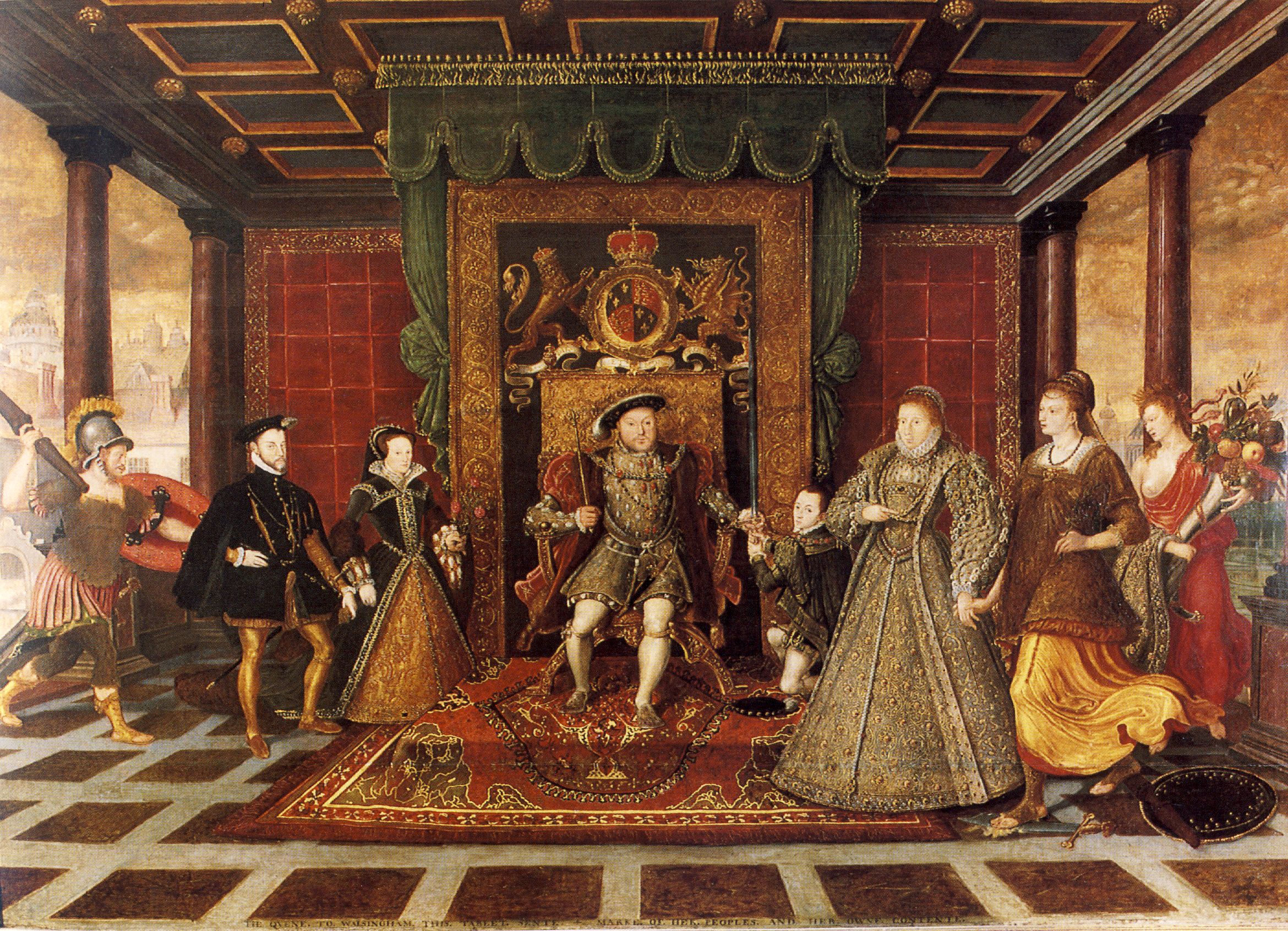
La familia de Enrique VIII, alegoría de la sucesión Tudor, 1572, atribuido a Lucas de Heere.
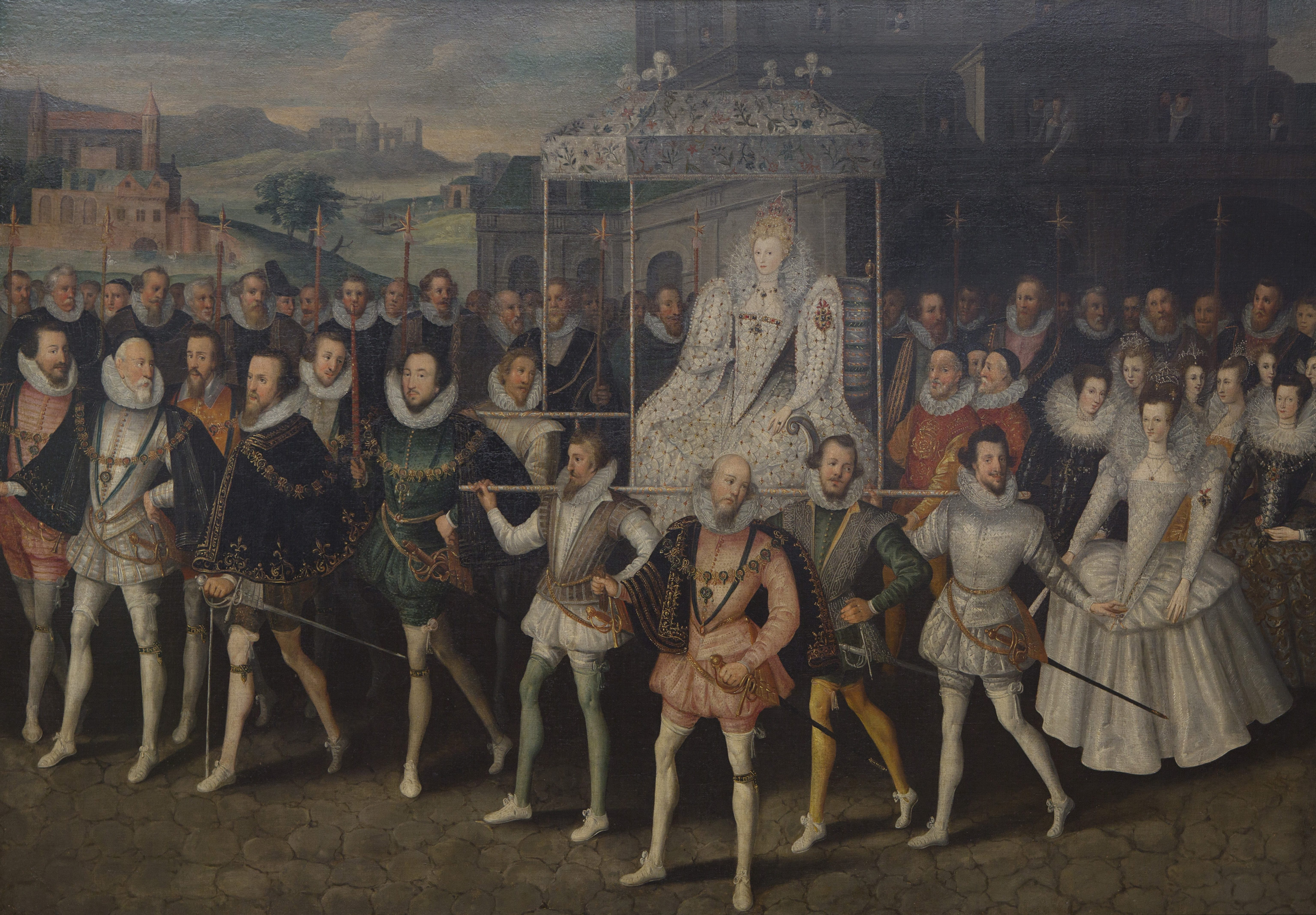
El retrato Procesión, h. 1600, atribuido a Robert Peake el Viejo.

### Retratos de miniatura

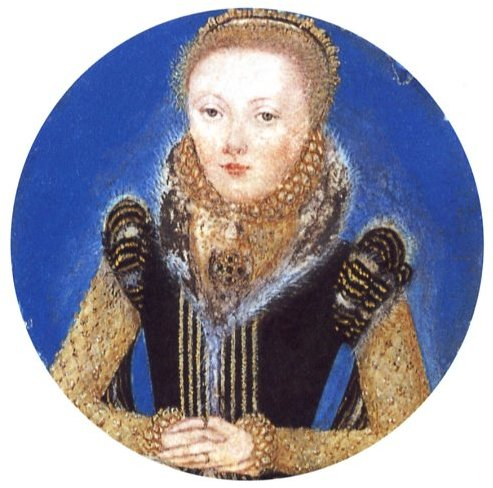
Teerlinc, h. 1565.
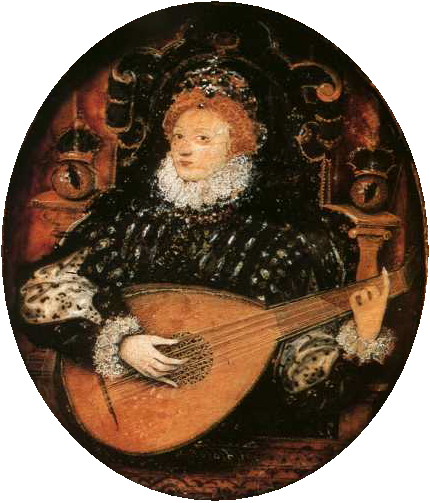
Hilliard, h. 1580.
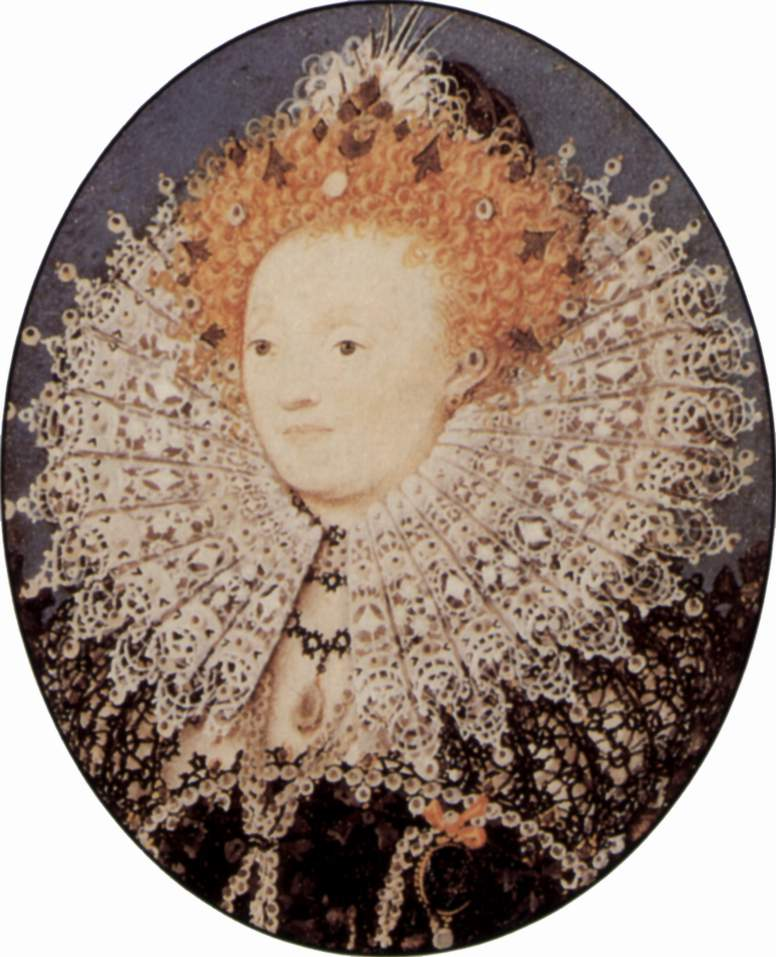
Hilliard, h. 1587.
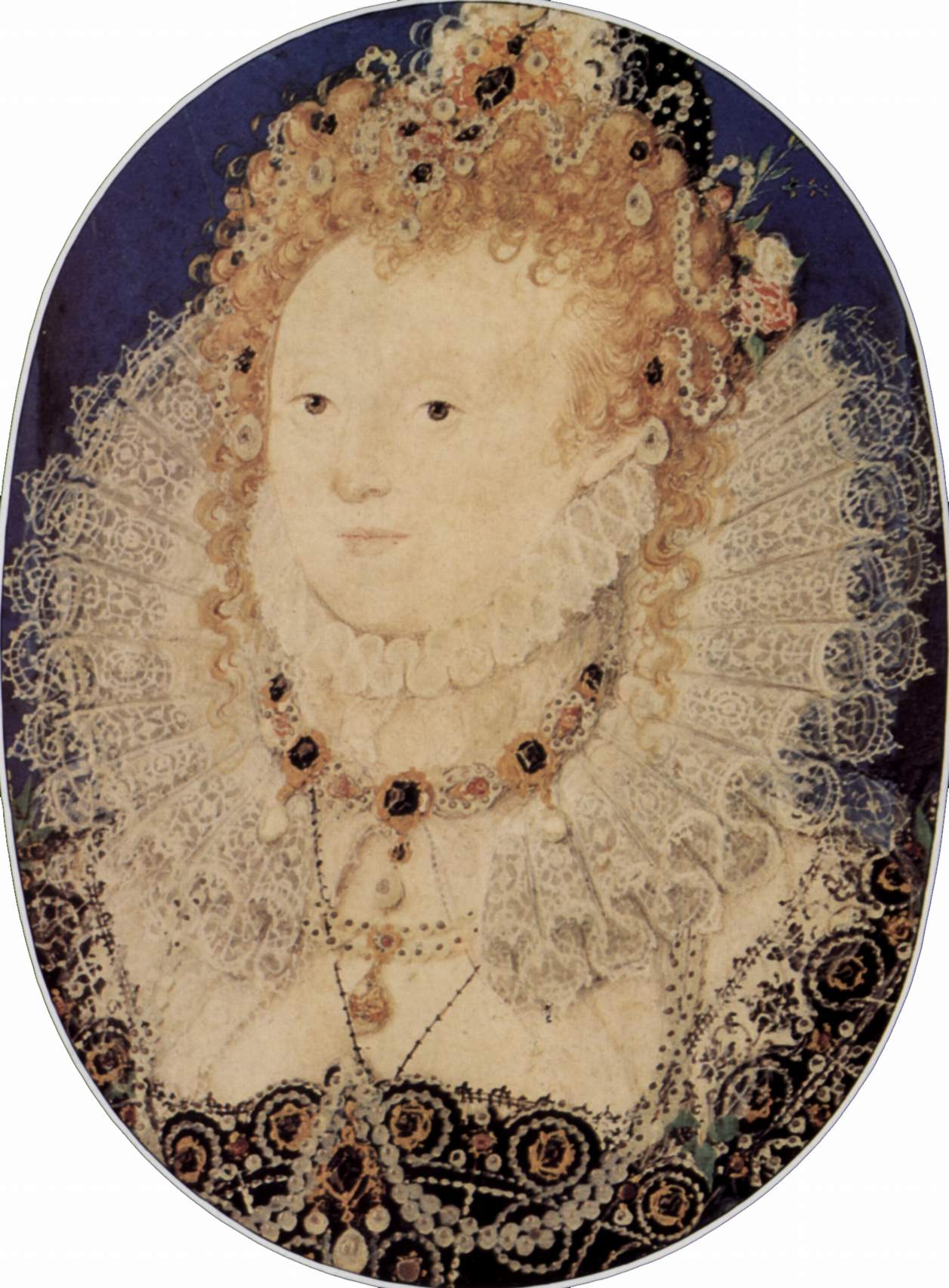
Hilliard, h. 1590.
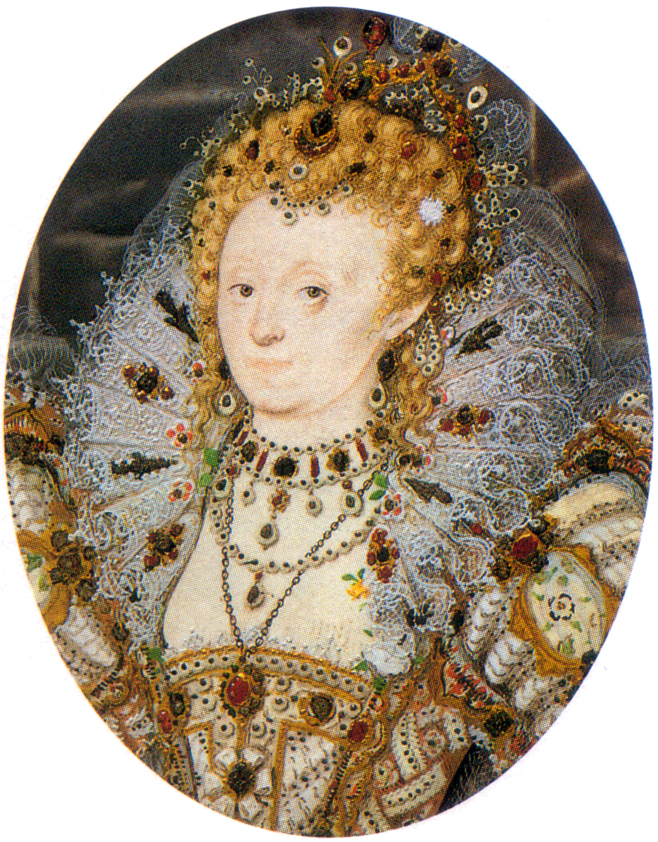
Hilliard, 1595–1600.

### Retratos

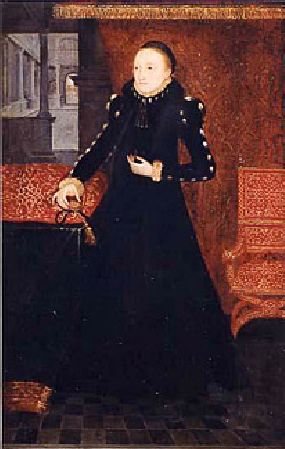
Artista desconocido, h. 1559.
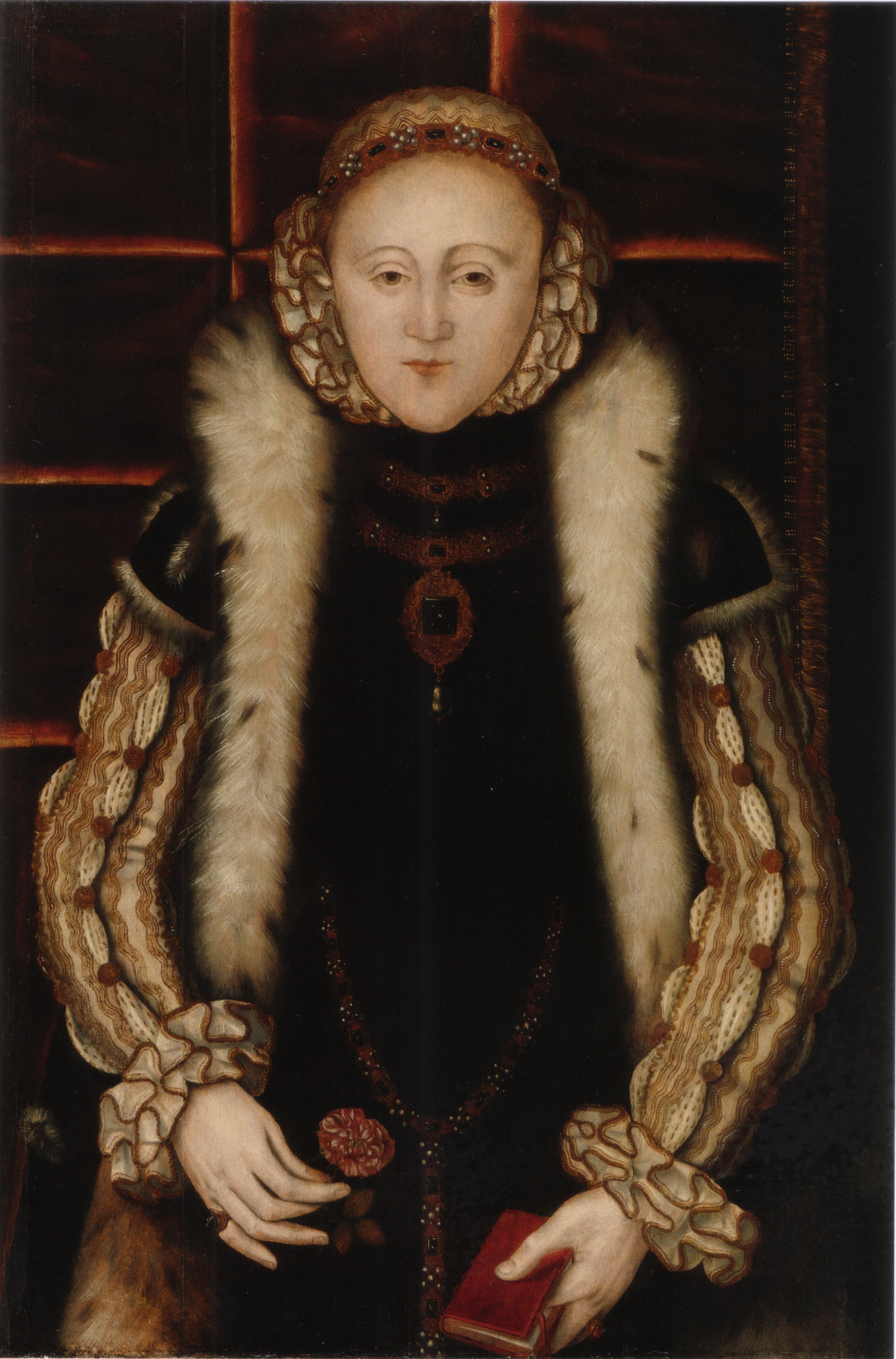
h. 1560.
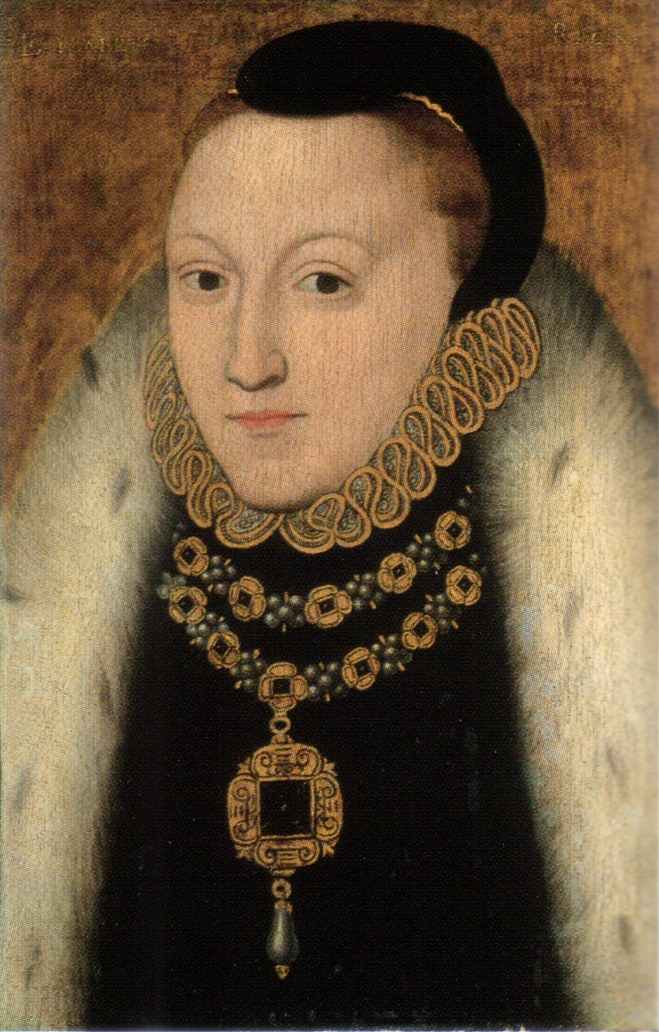
Artista desconocido, 1560–65.
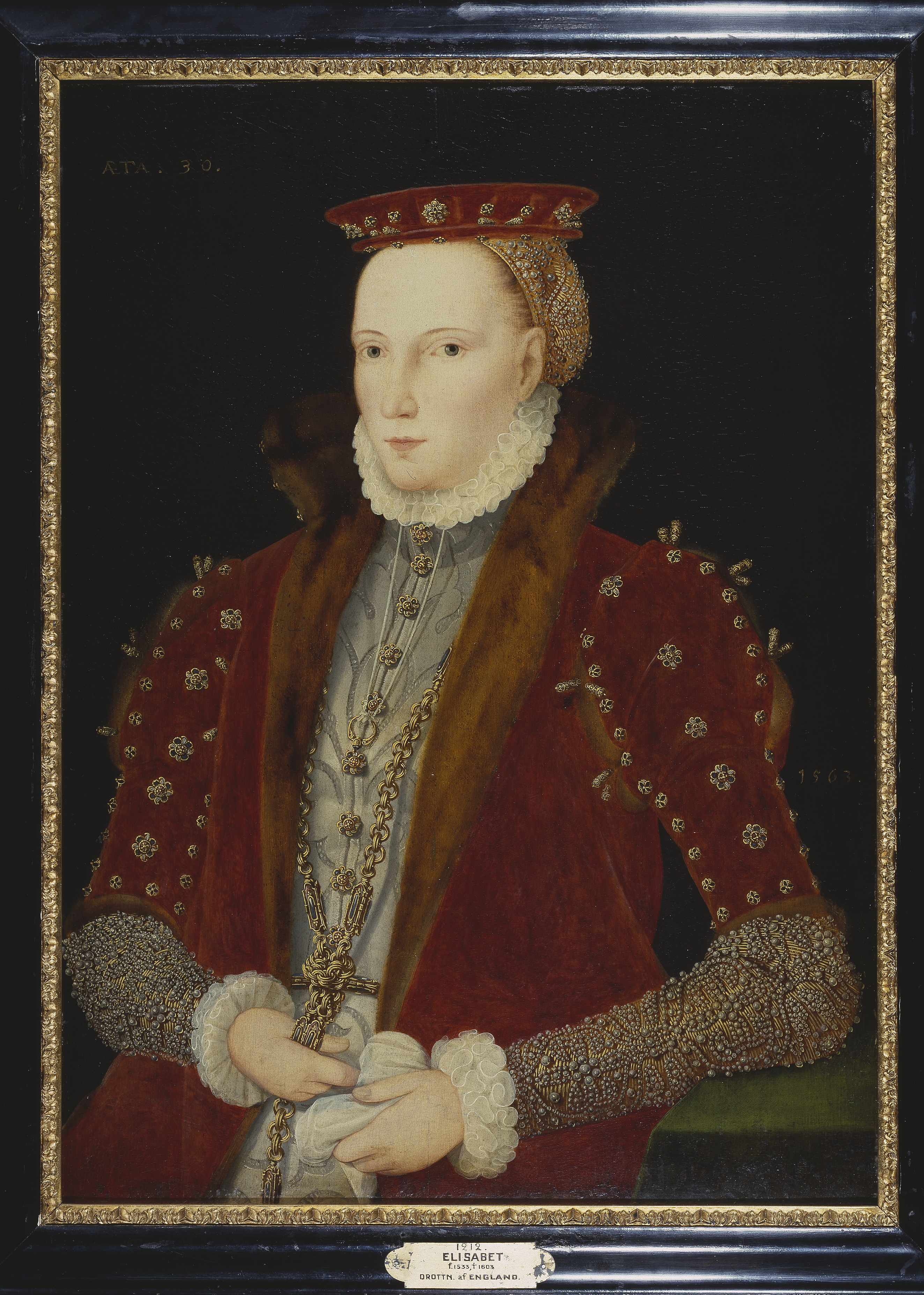
Retrato Gripsholm, 1563.
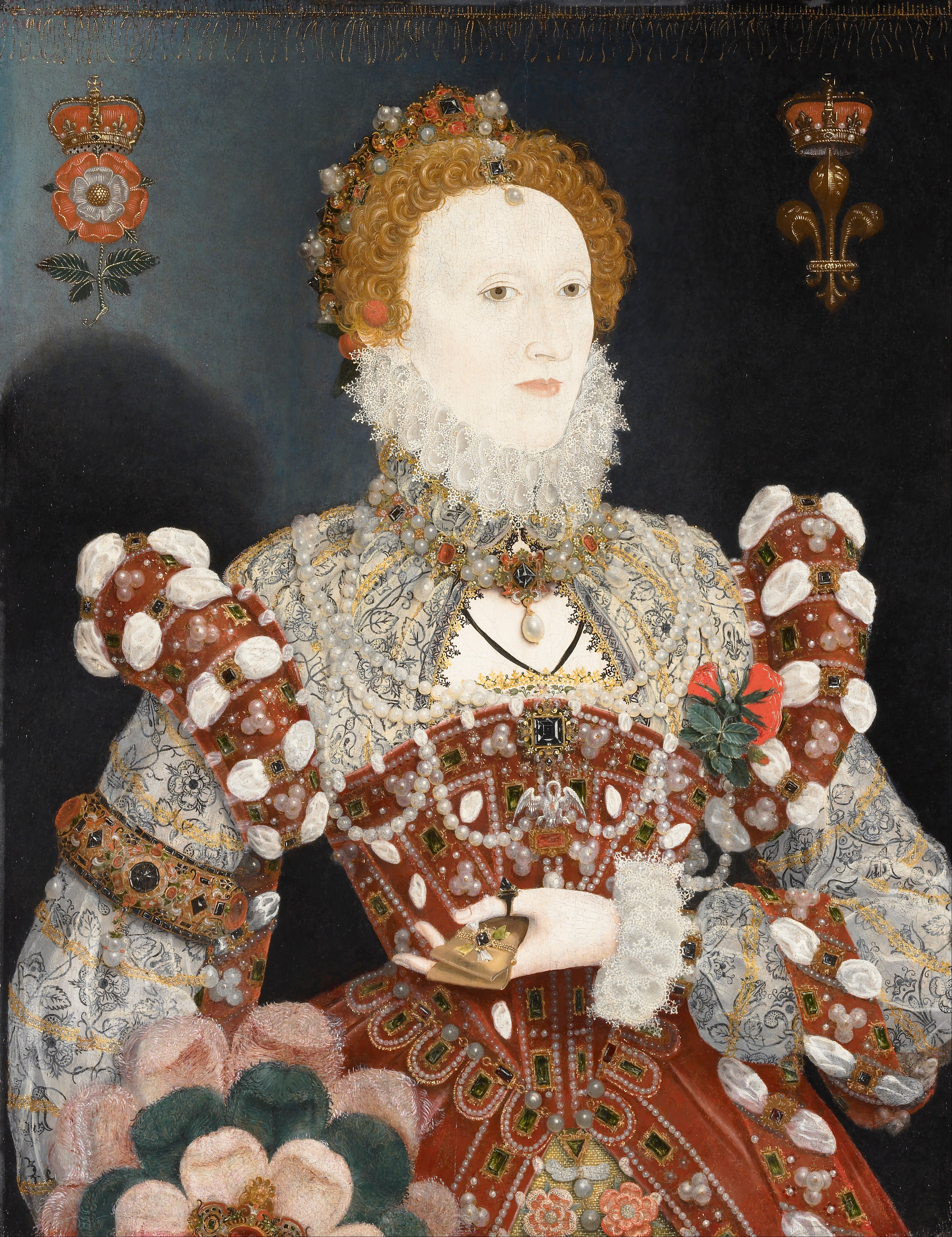
Retrato Pelican, h. 1575, por Nicholas Hilliard.
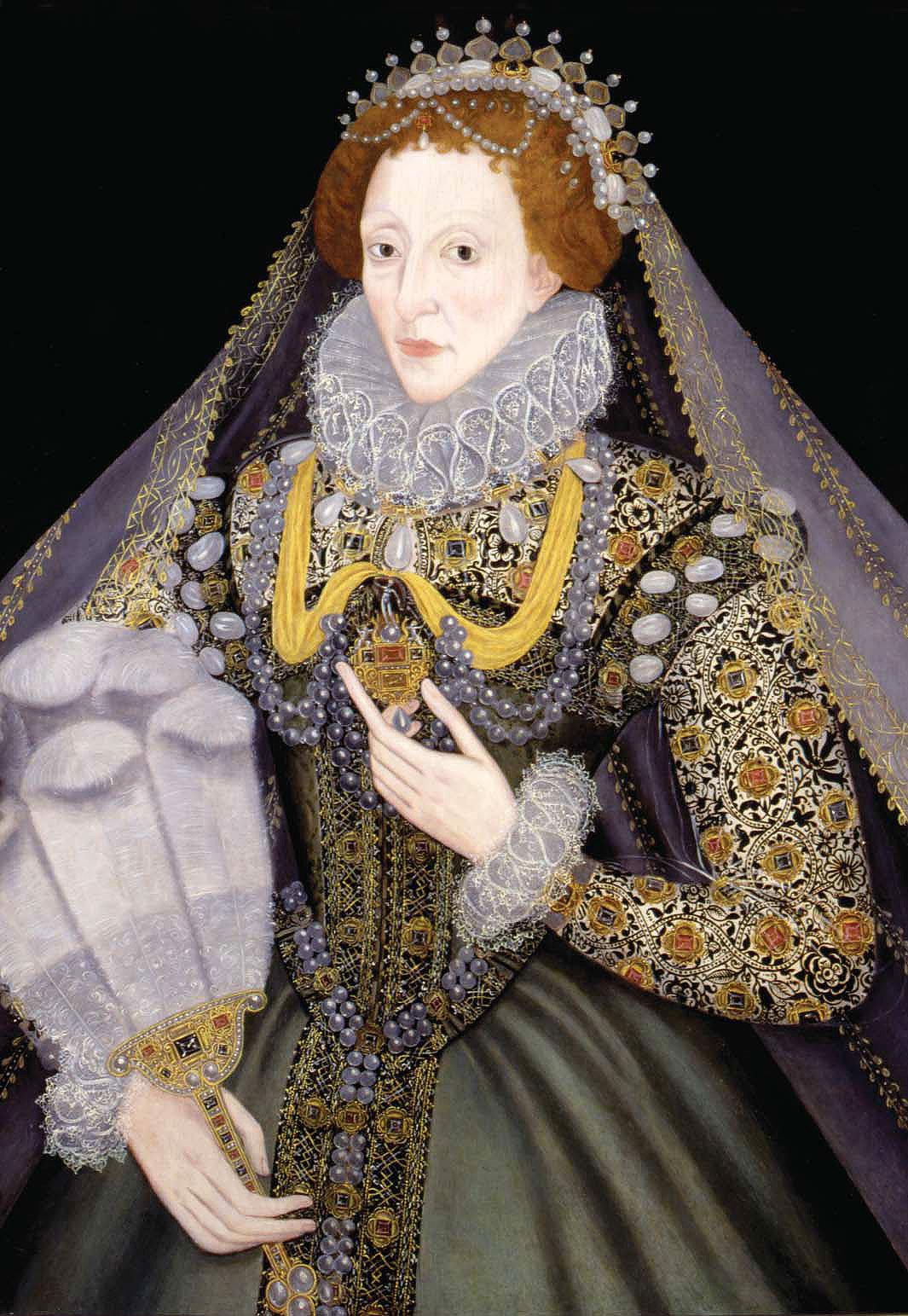
Artista desconocido, década de 1570.
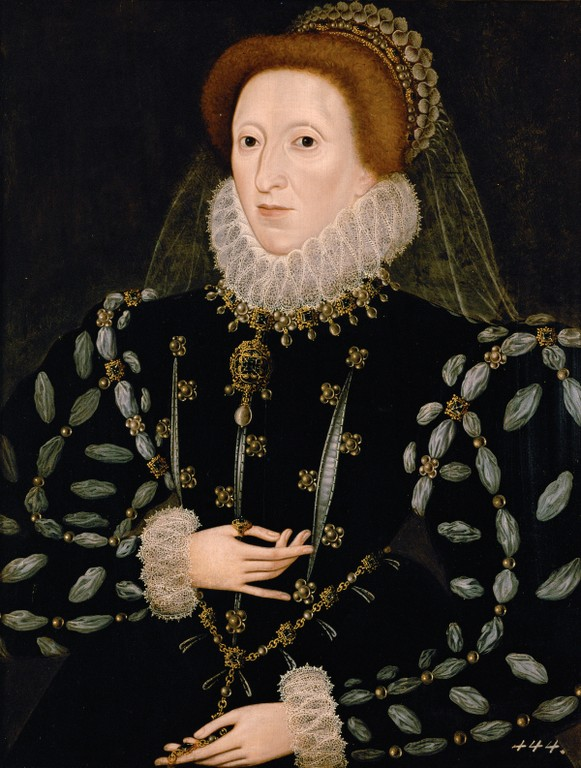
Retrato Schloss Ambras, artista desconocido, 1575–80.
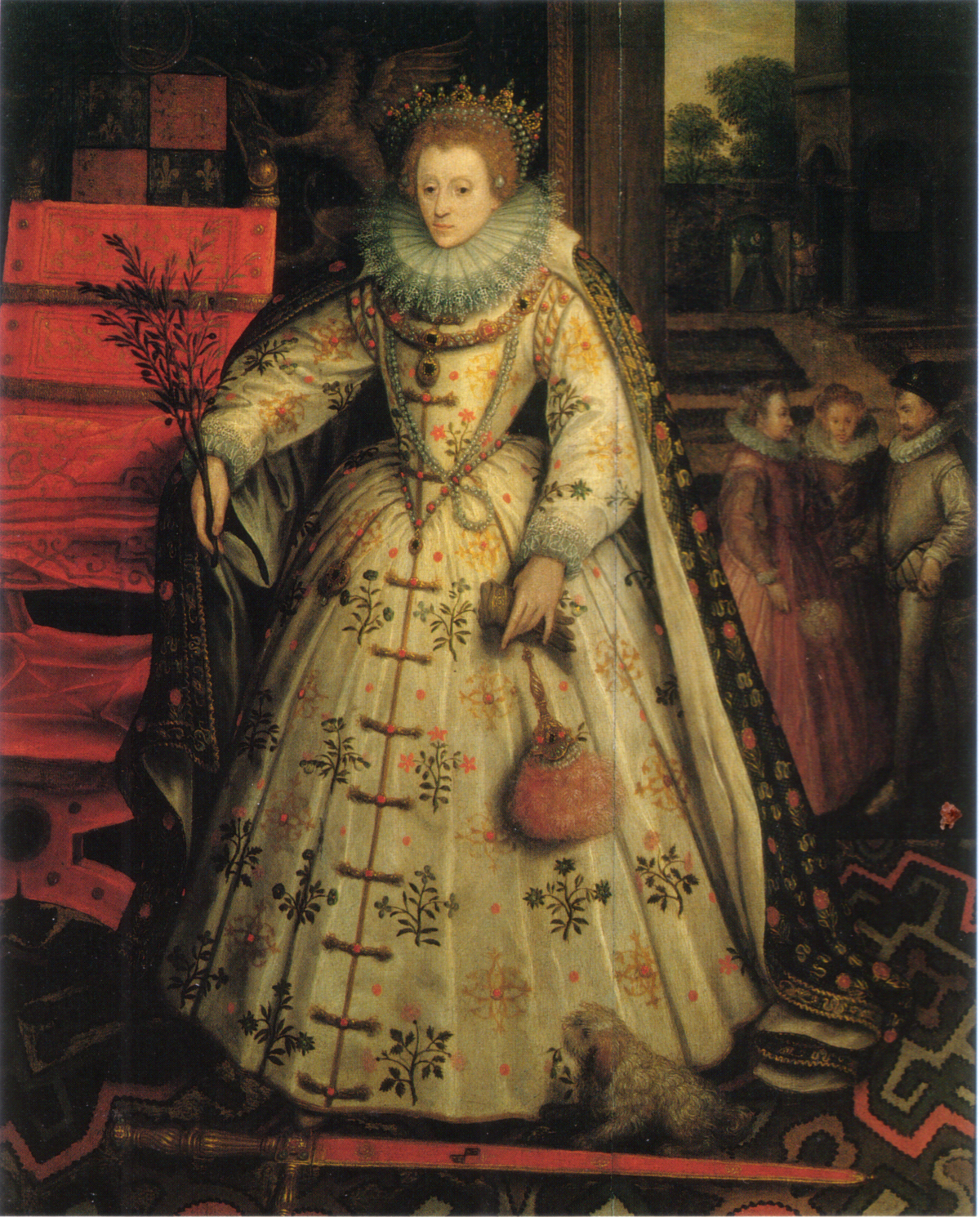
Retrato Welbeck o Wanstead , 1580–85, Marcus Gheeraerts el Viejo. Isabel sostiene una rama de olivo simbolizando la paz.
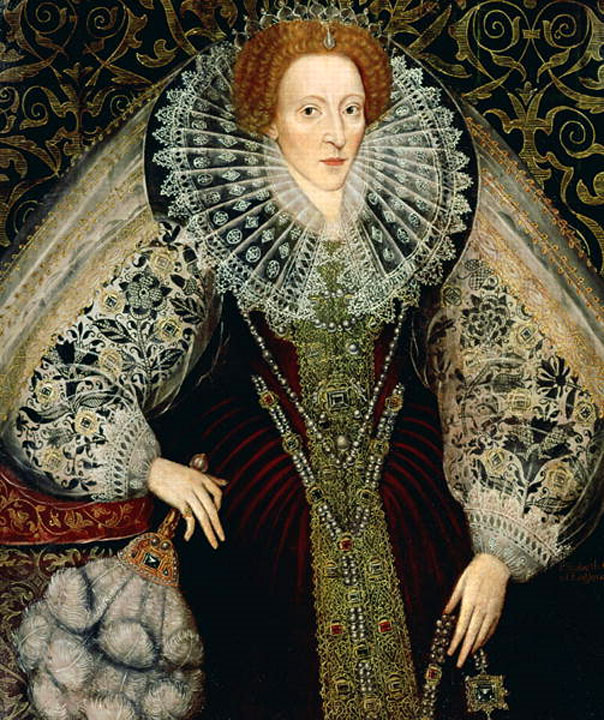
Uno de los cinco retratos conocidos atribuidos a John Bettes el Joven o su estudio, h. 1585–90.
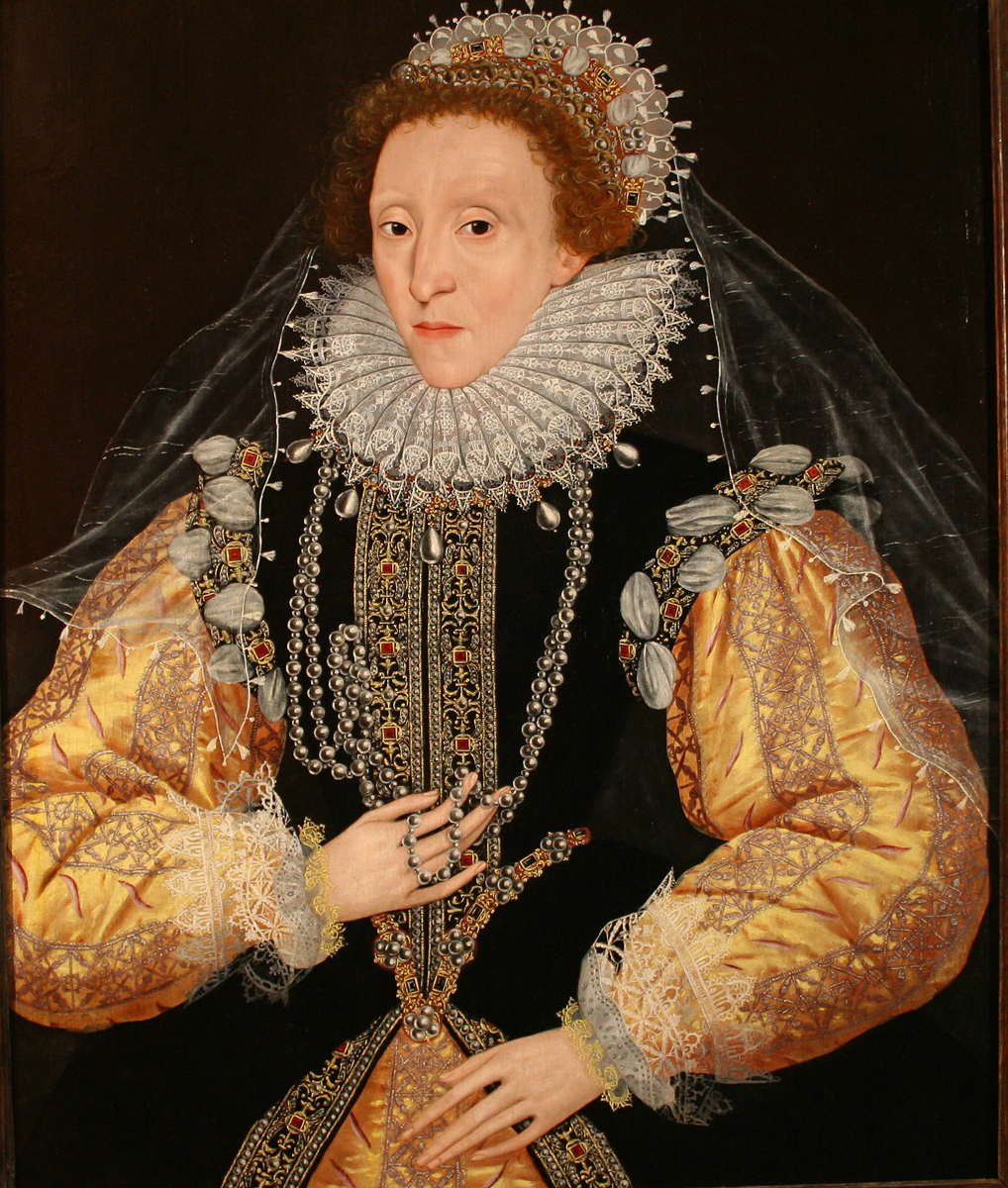
Retrato Drewe, década de 1580, George Gower.
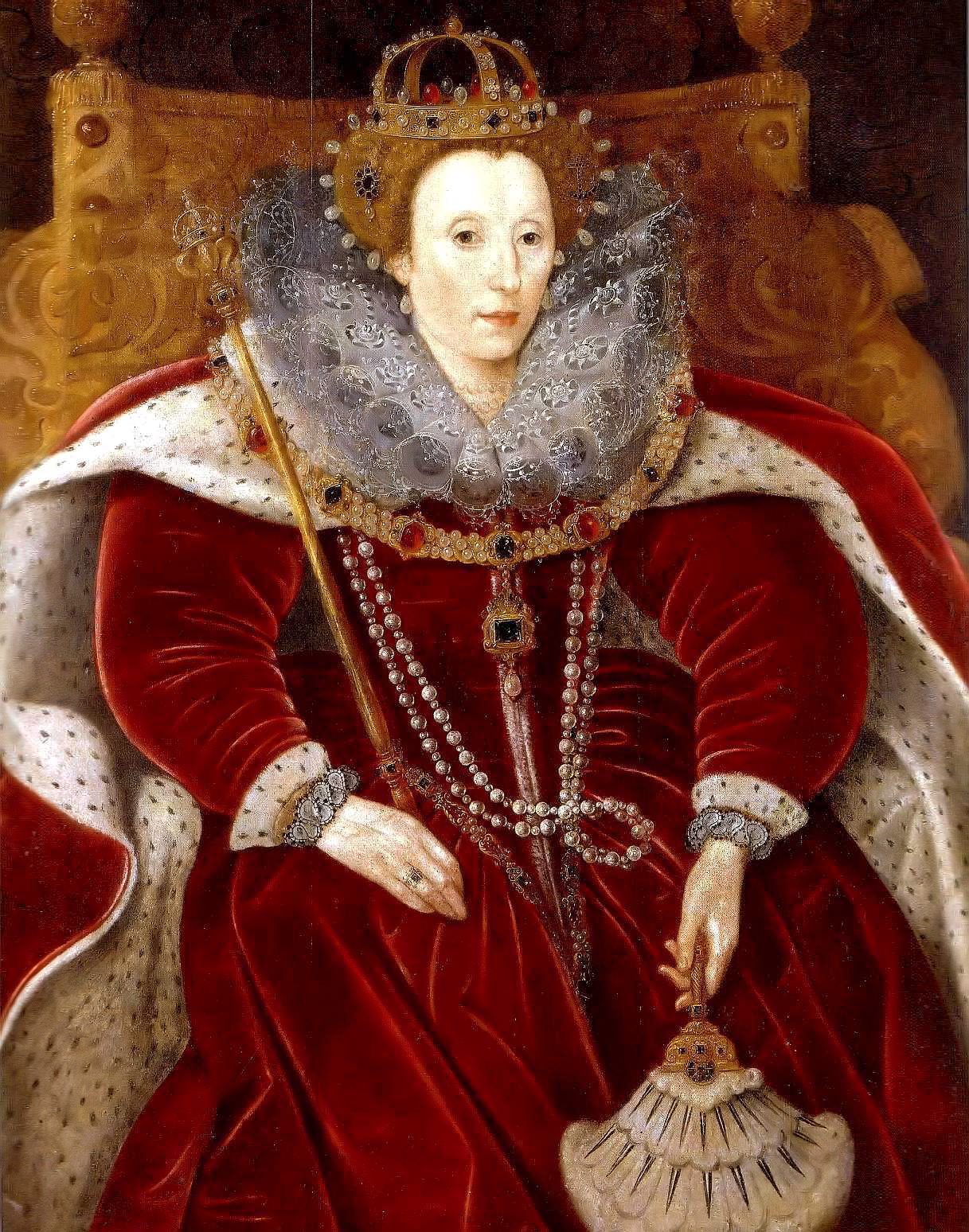
En túnica parlamentaria, 1585–1590, atribuido a Marcus Gheeraerts el Joven.
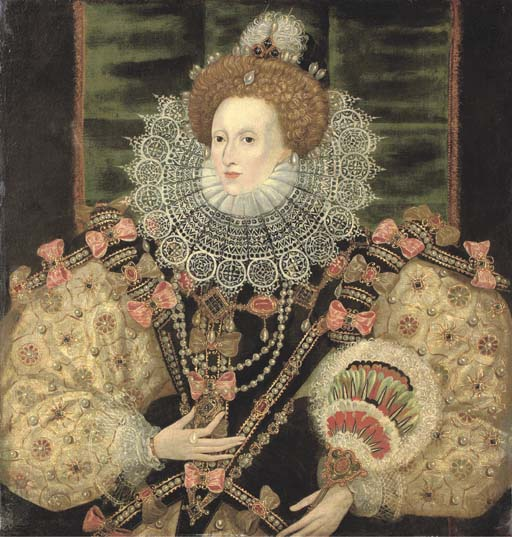
Variante del retrato Armada, George Gower, h. 1588.
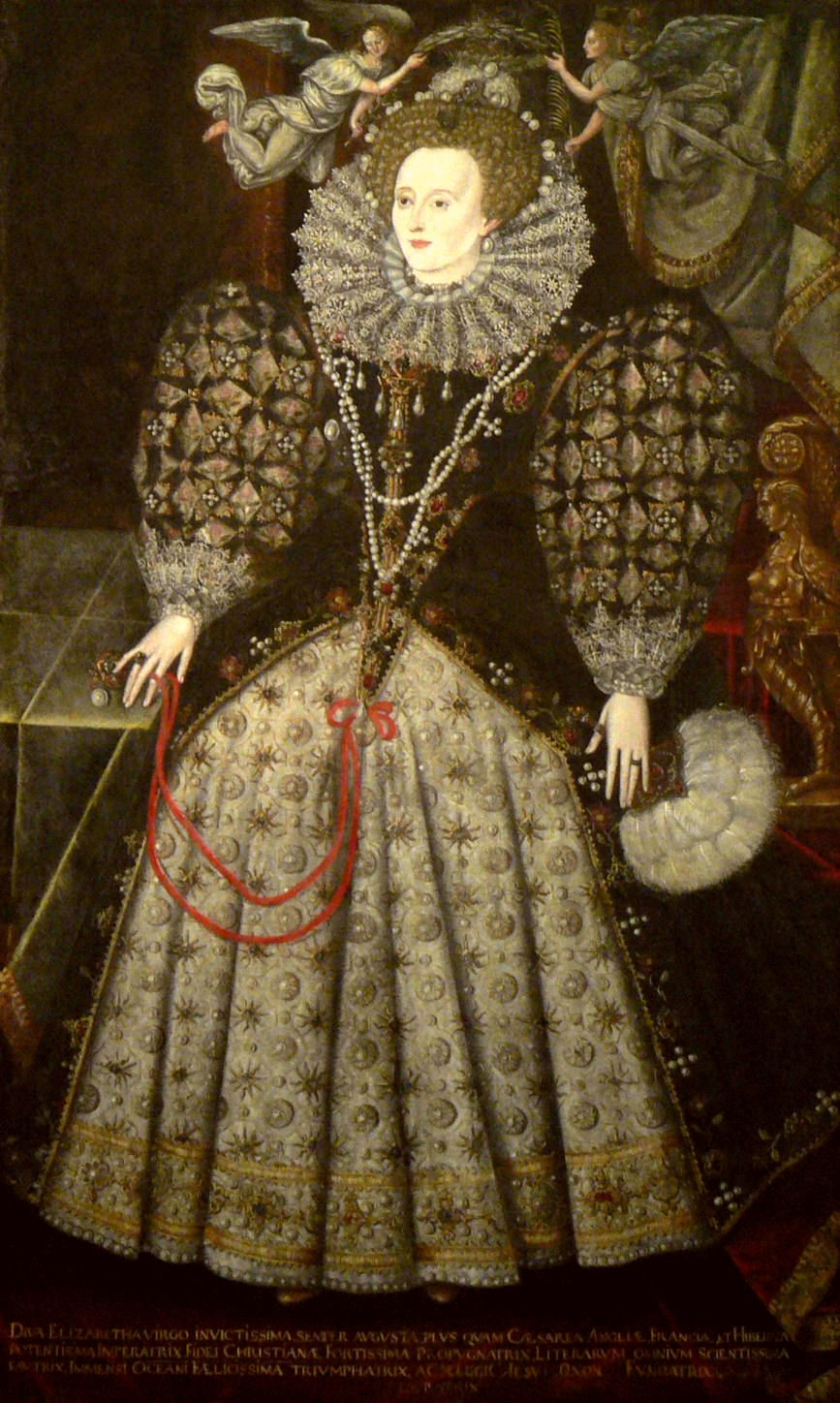
Retrato Jesus College, h. 1590, atribuido a Hilliard.
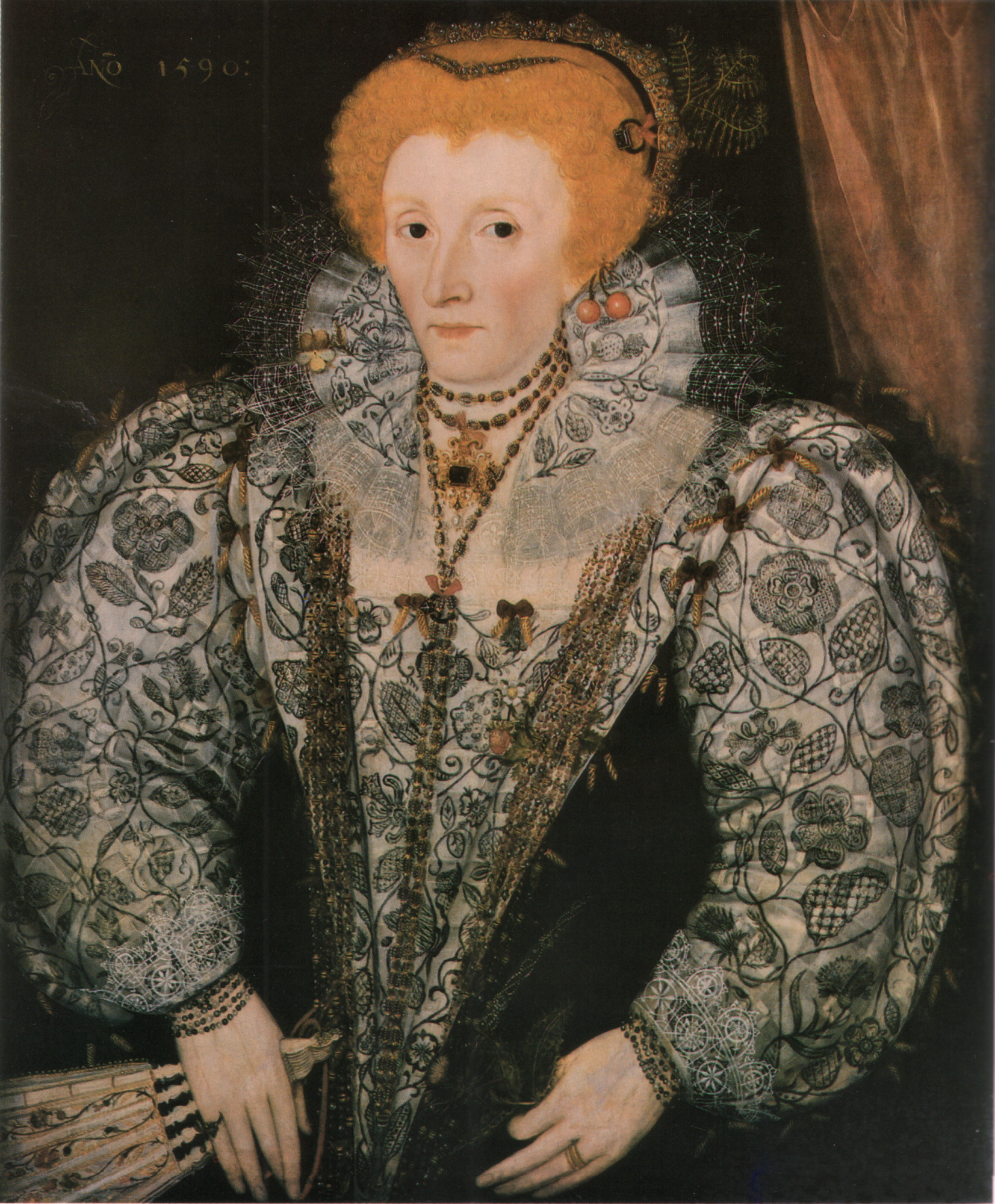
Otro retrato del Jesus College, artista desconocido, h. 1590.
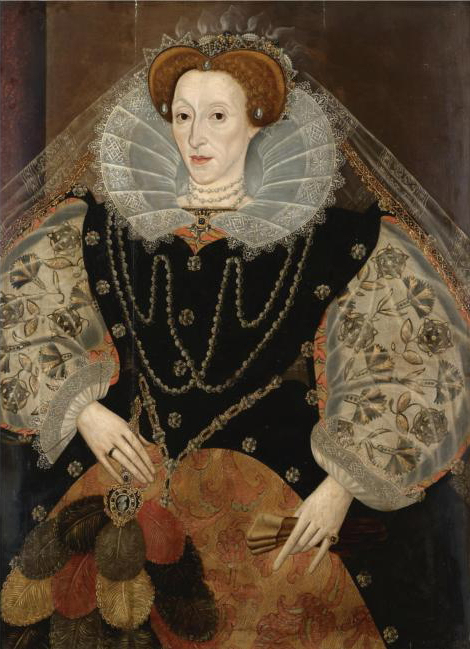
Retrato de artista desconocido, h. 1595.
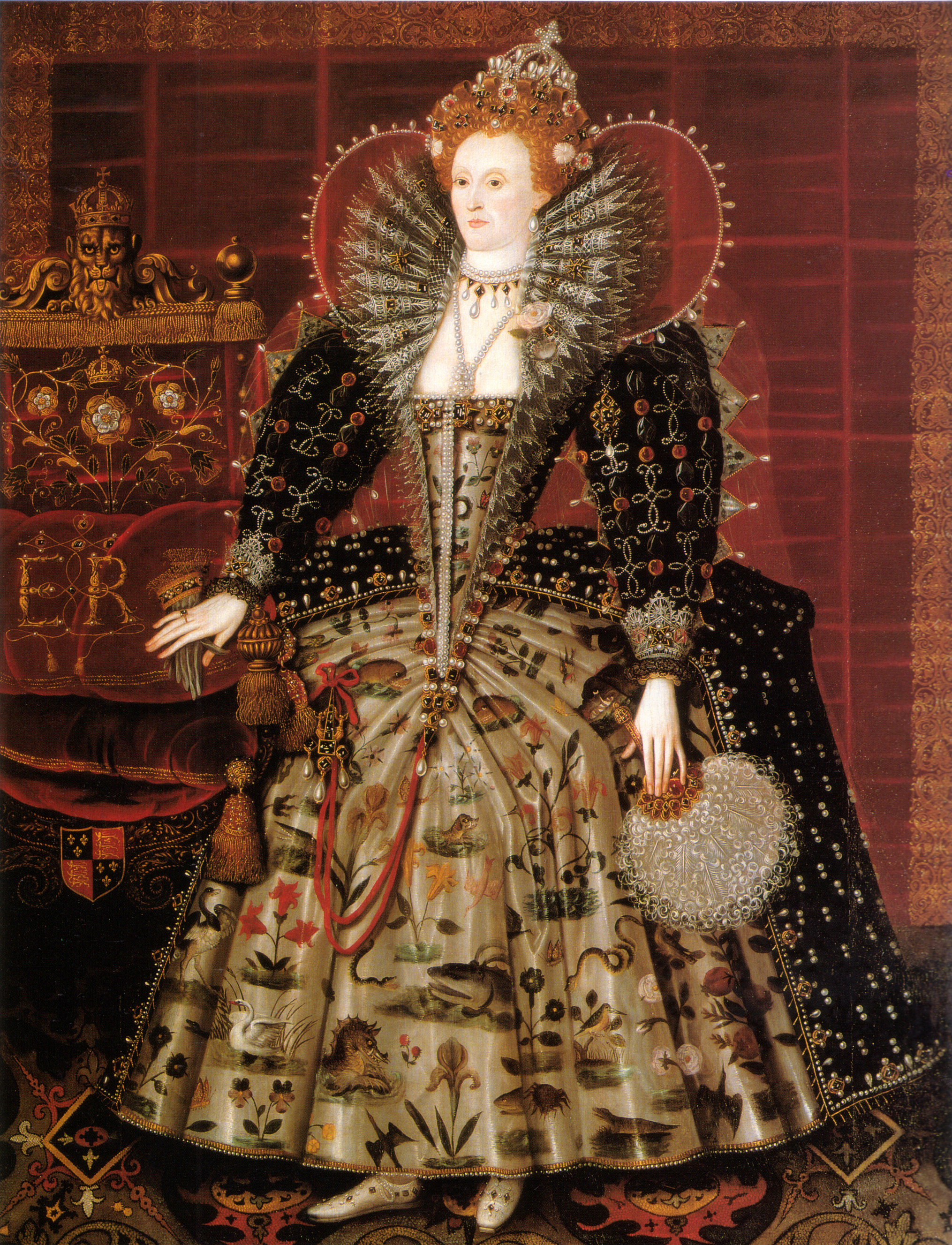
Retrato Hardwick Hall, la Máscara de la Juventud, estudio de Hilliard, h. 1599.

### Medallones y camafeos

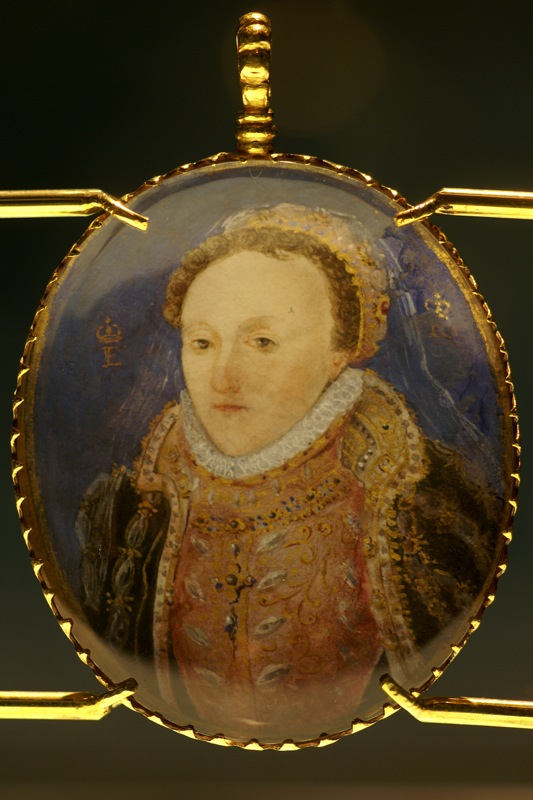
Medallón con retrato, h. 1572–1573, regalo diplomático a Adriaen de Manmaker, apuntado como encargado general del Tesoro en la provincia de Zelanda el 20 de octubre de 1573.[62][nota 14]
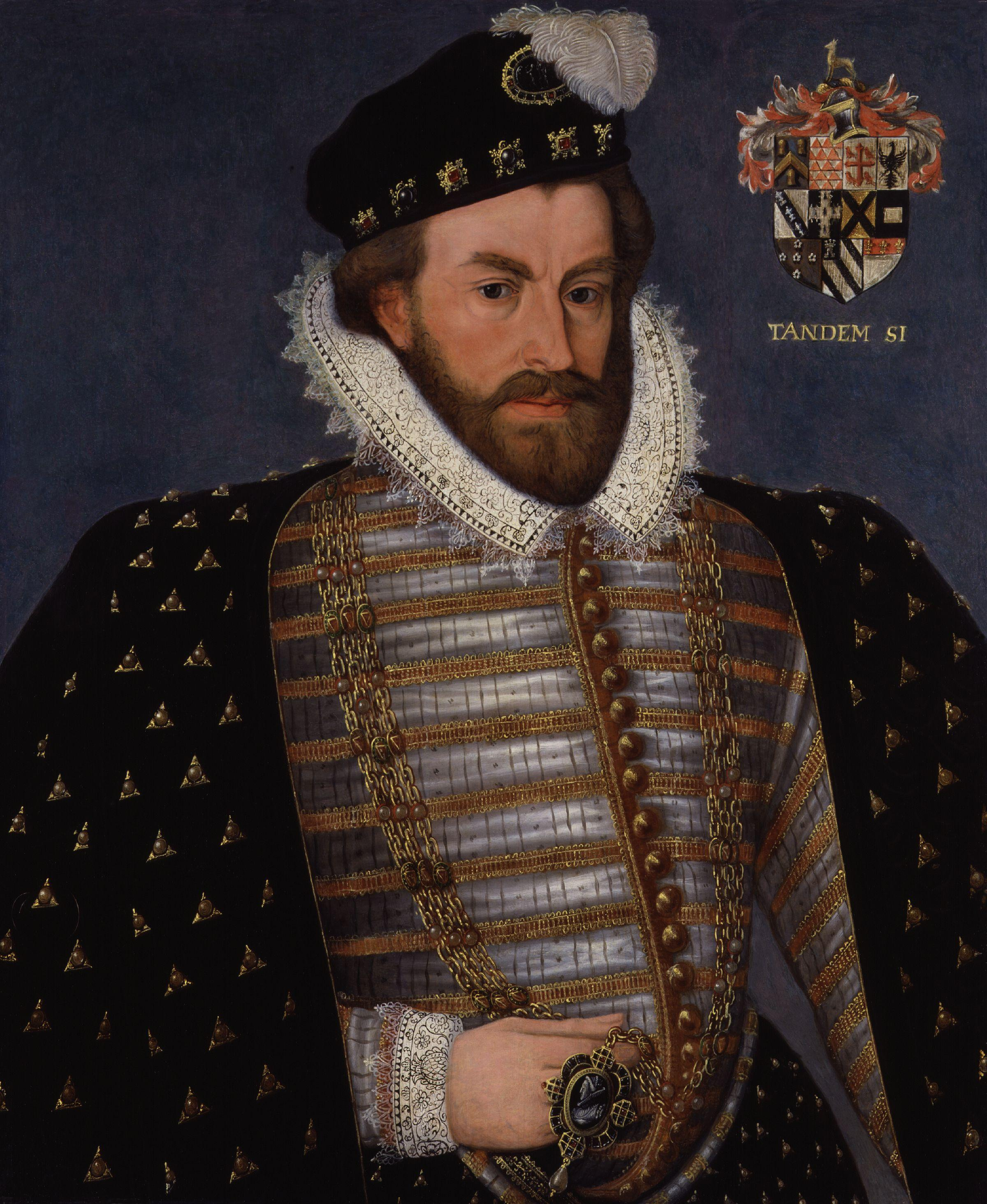
Sir Christopher Hatton llevando un camafeo de la reina, 1589, artista desconocido (¿posterior a Ketel?).
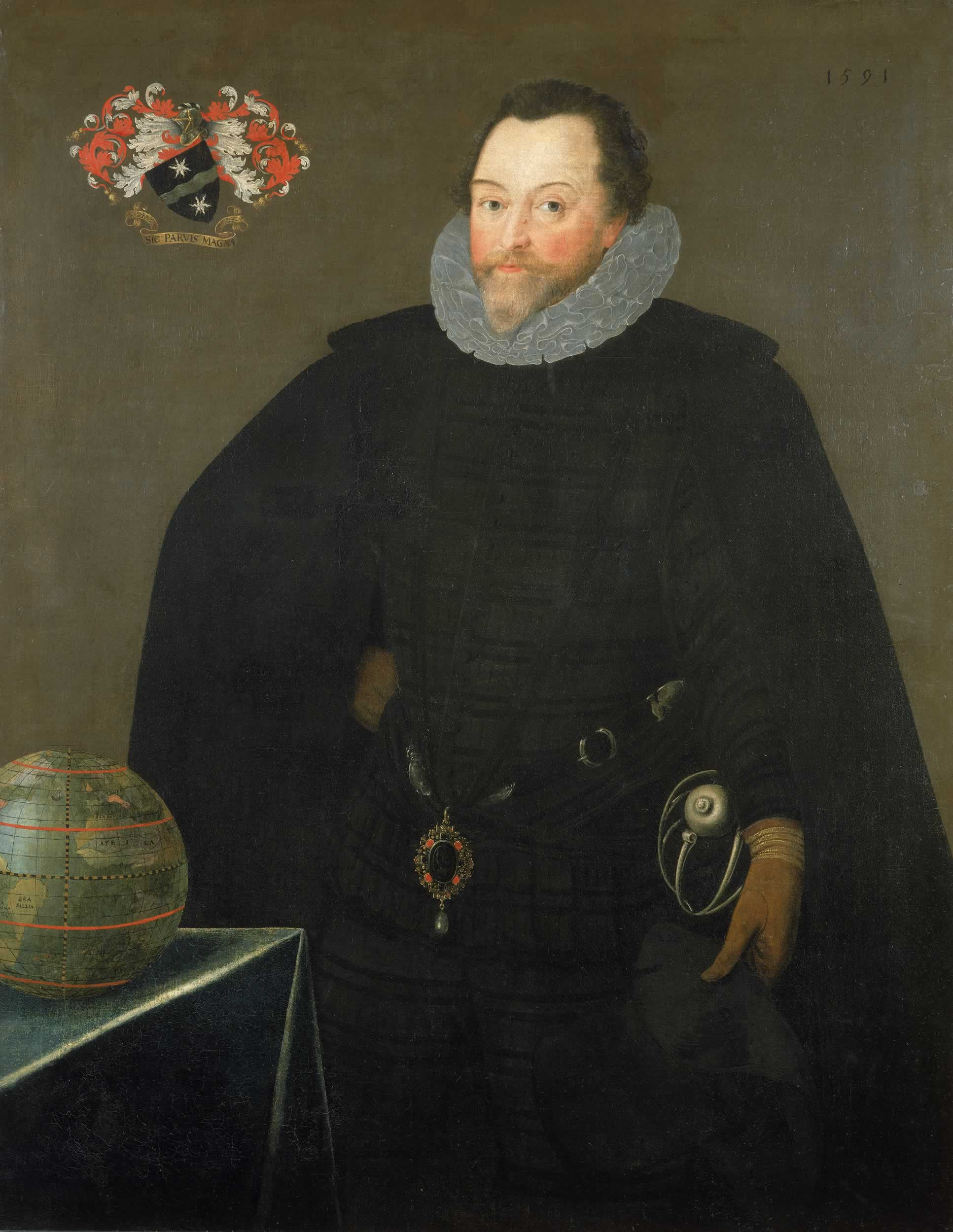
Sir Francis Drake con un Drake Pendant, o camafeo de la reina. Gheeraerts el Joven, 1591.

### Dibujos

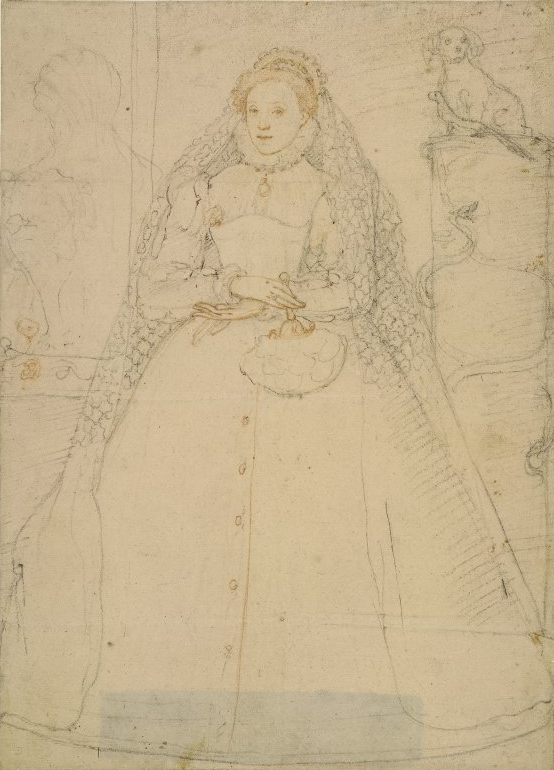
Boceto preliminar en tiza para un retrato de Isabel, Zuccaro, h. 1575.
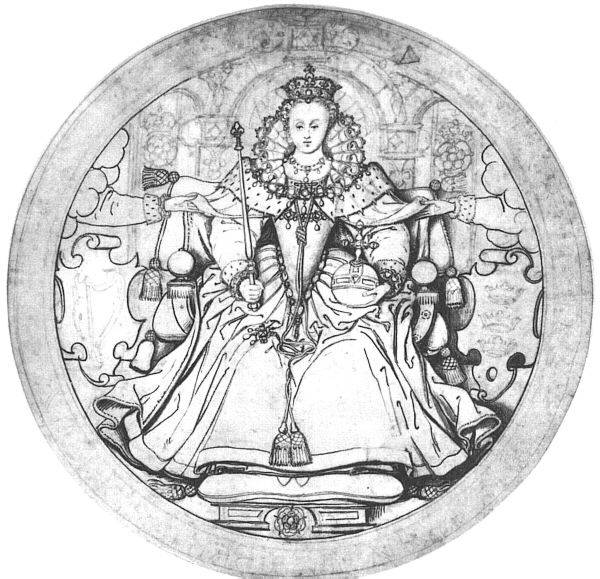
Diseño para el anverso de un Gran Sello para Irlanda (nunca realizado), lápiz y tinta lavada sobre lápiz, Hilliard, h. 1584.
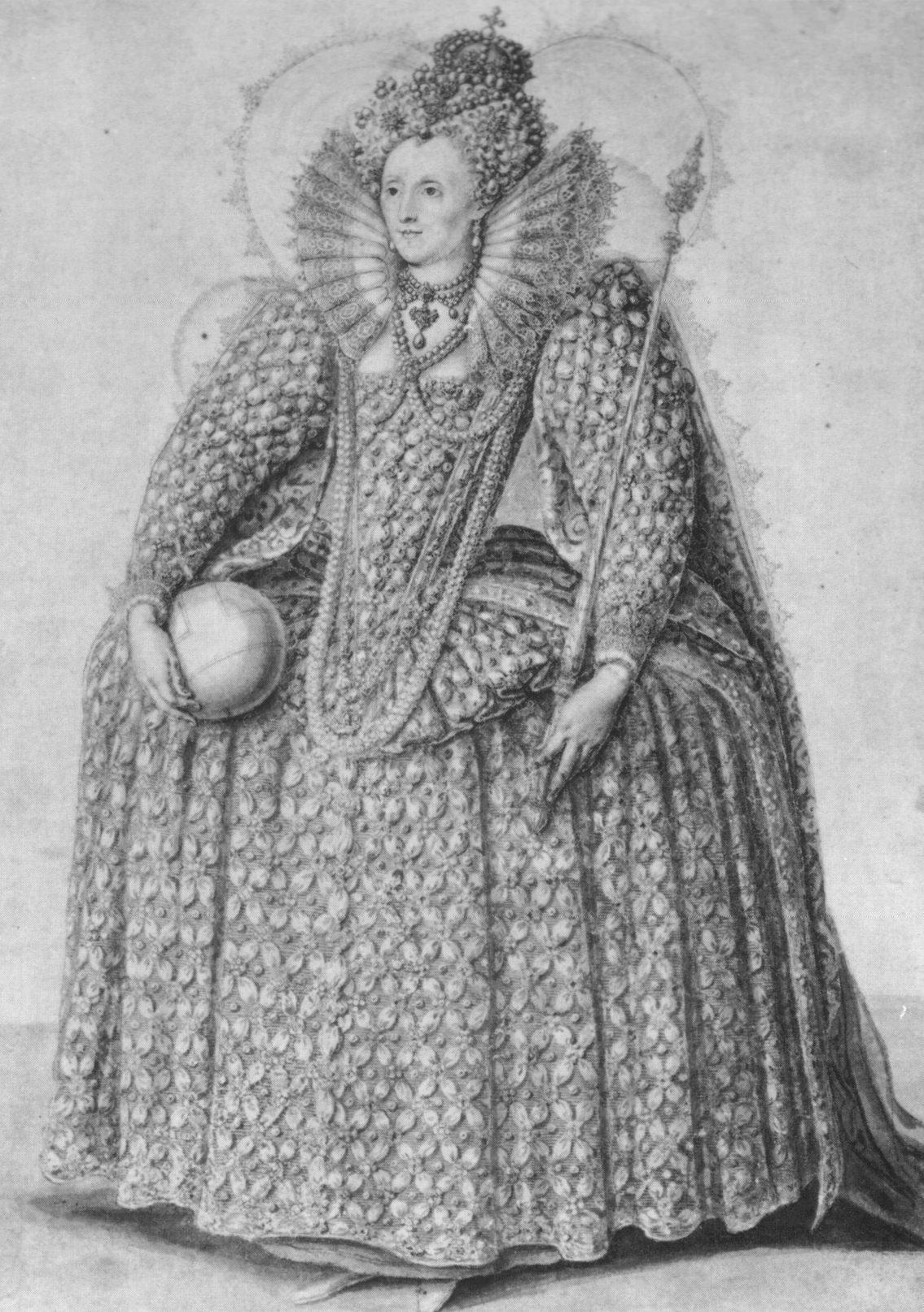
Dibujo a lápiz y tinta sobre vitela, Isaac Oliver, h. 1592–95.

### Grabados y monedas

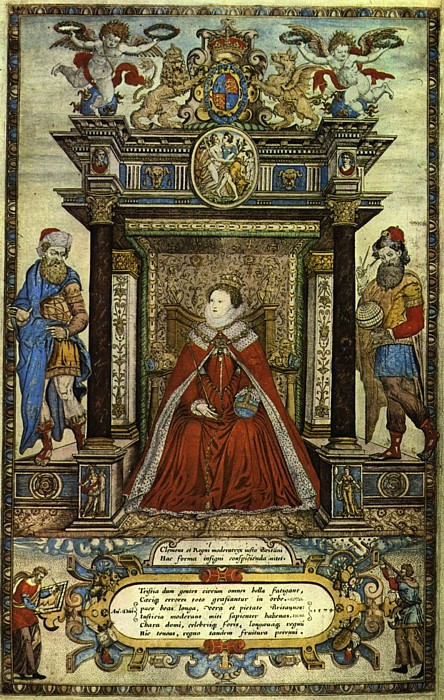
Portada coloreada del Atlas of England and Wales de Christopher Saxton, 1579.
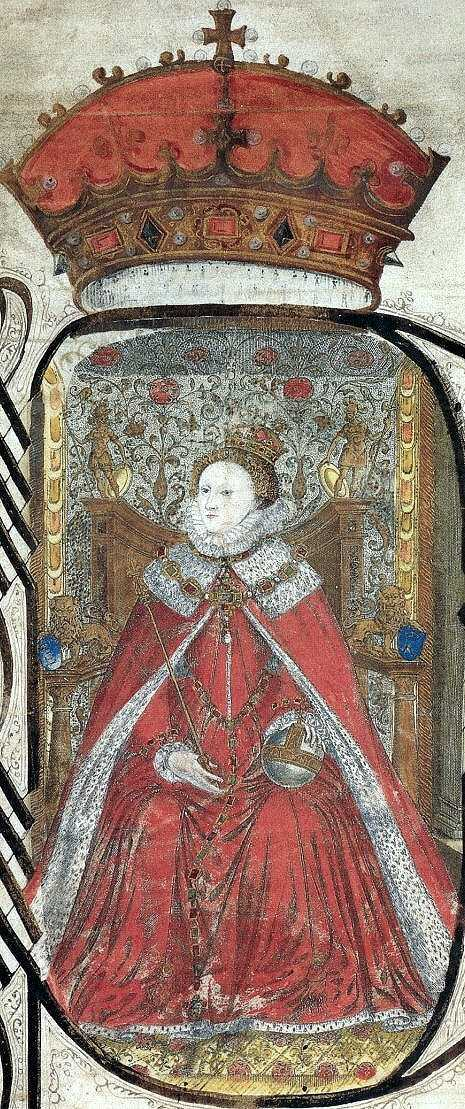
Grabado coloreado, lámina Coram Rege, 1581.
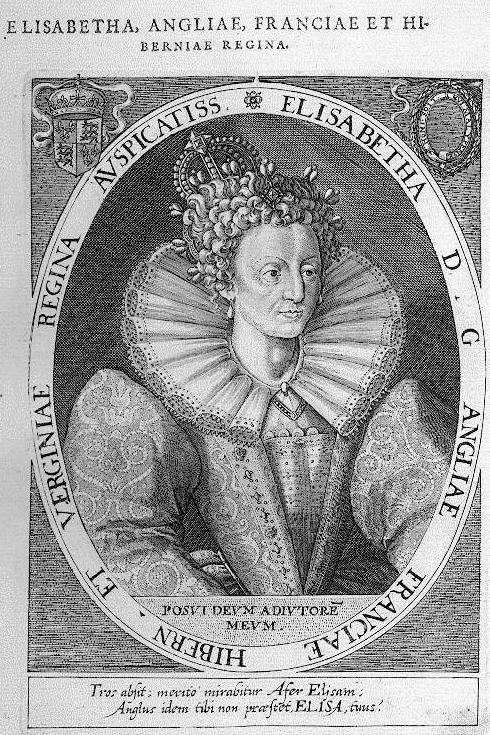
Grabado basado en el patrón Oliver, h. 1592.
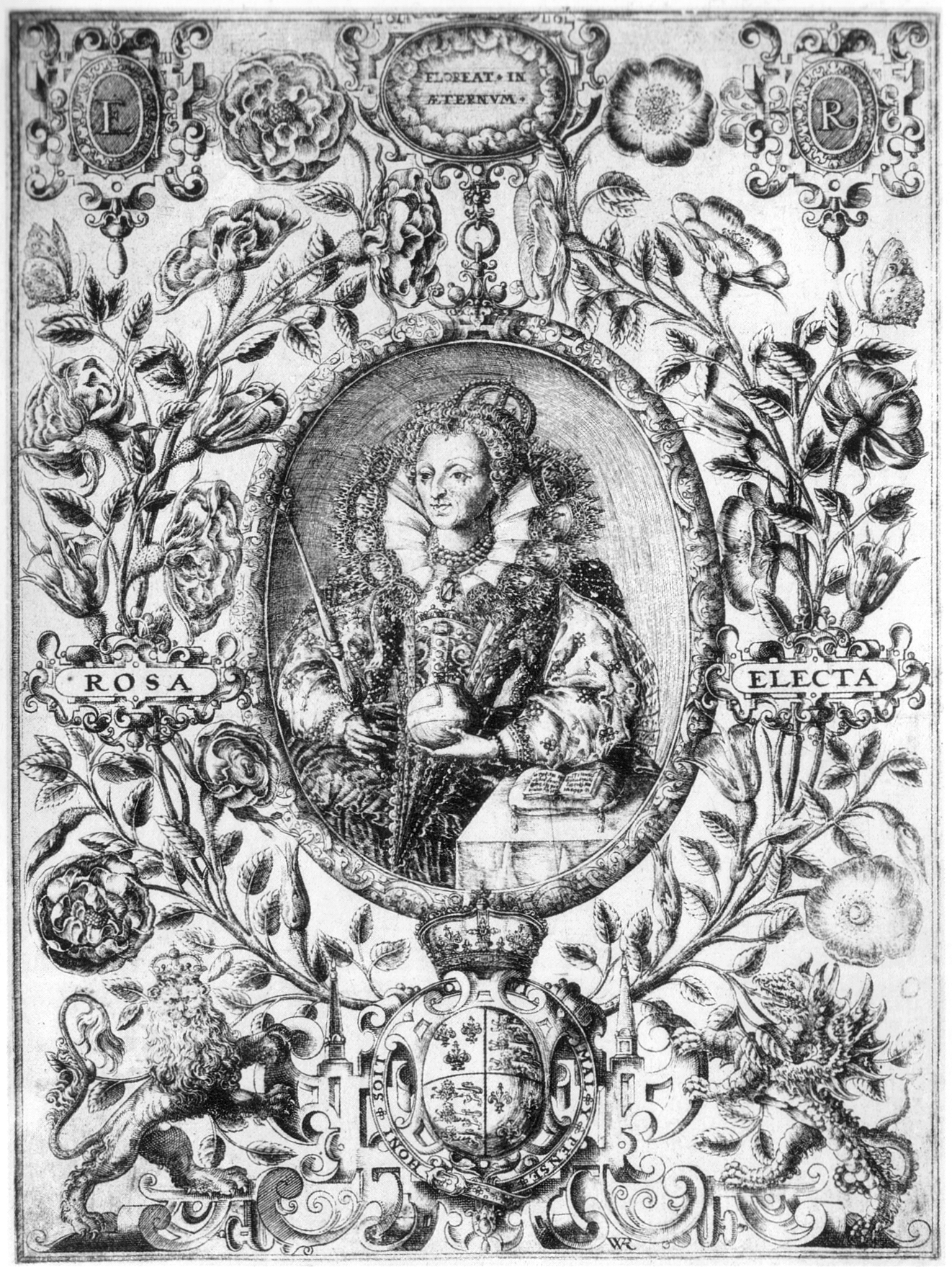
Isabel como Rosa Electa, Rogers, 1590–95.
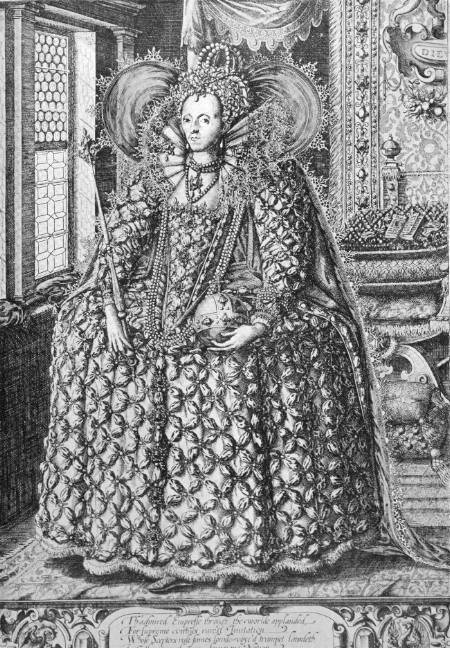
Grabado de William Rogers de un dibujo Oliver, h. 1592.
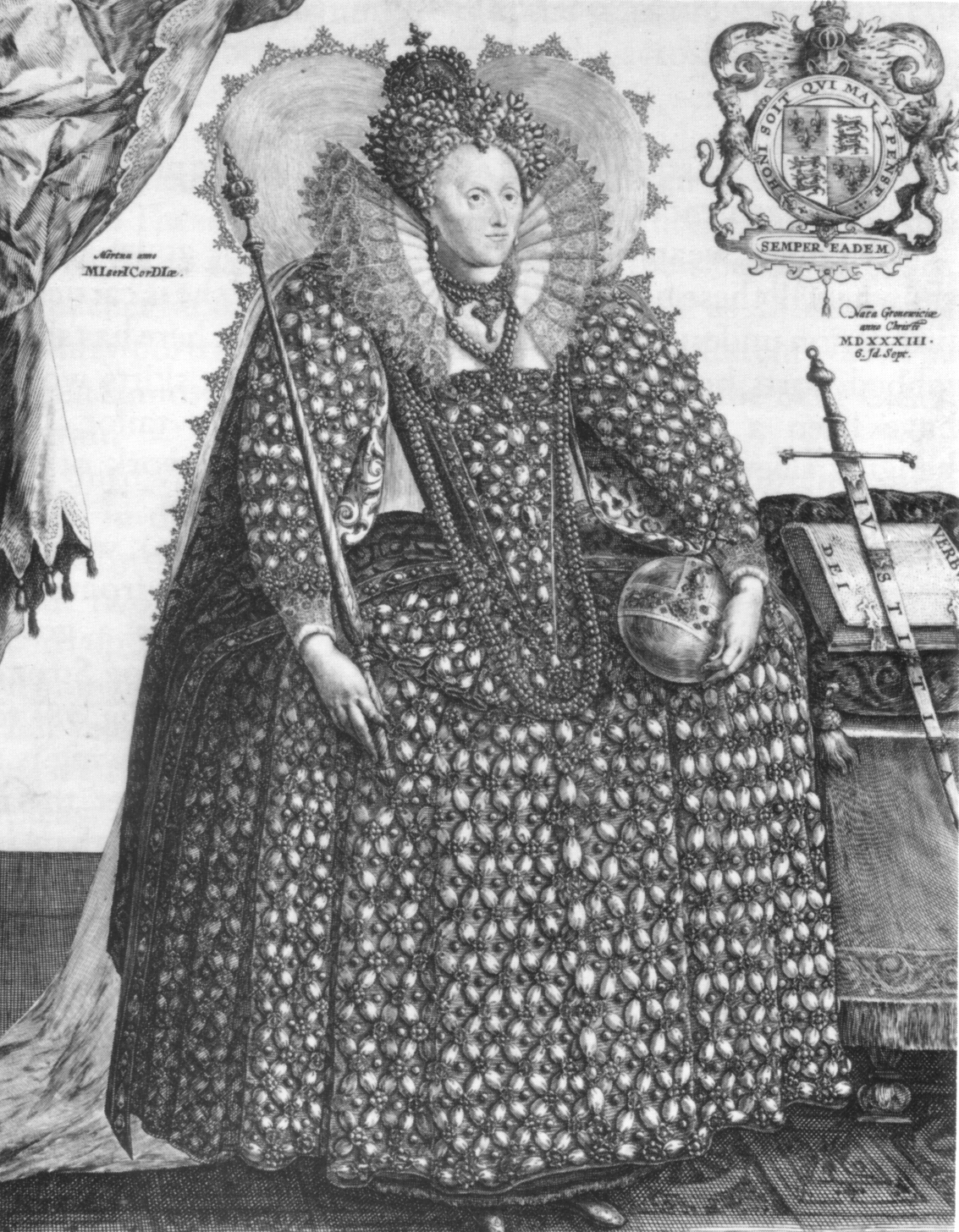
Grabado h. 1592–95 de Crispijn van de Passe de un dibujo Oliver, con inscripción posterior.
Grañón irlandés de 1561. Las monedas eran el medio más masivo por el cual el pueblo recibía imágenes de Isabel.
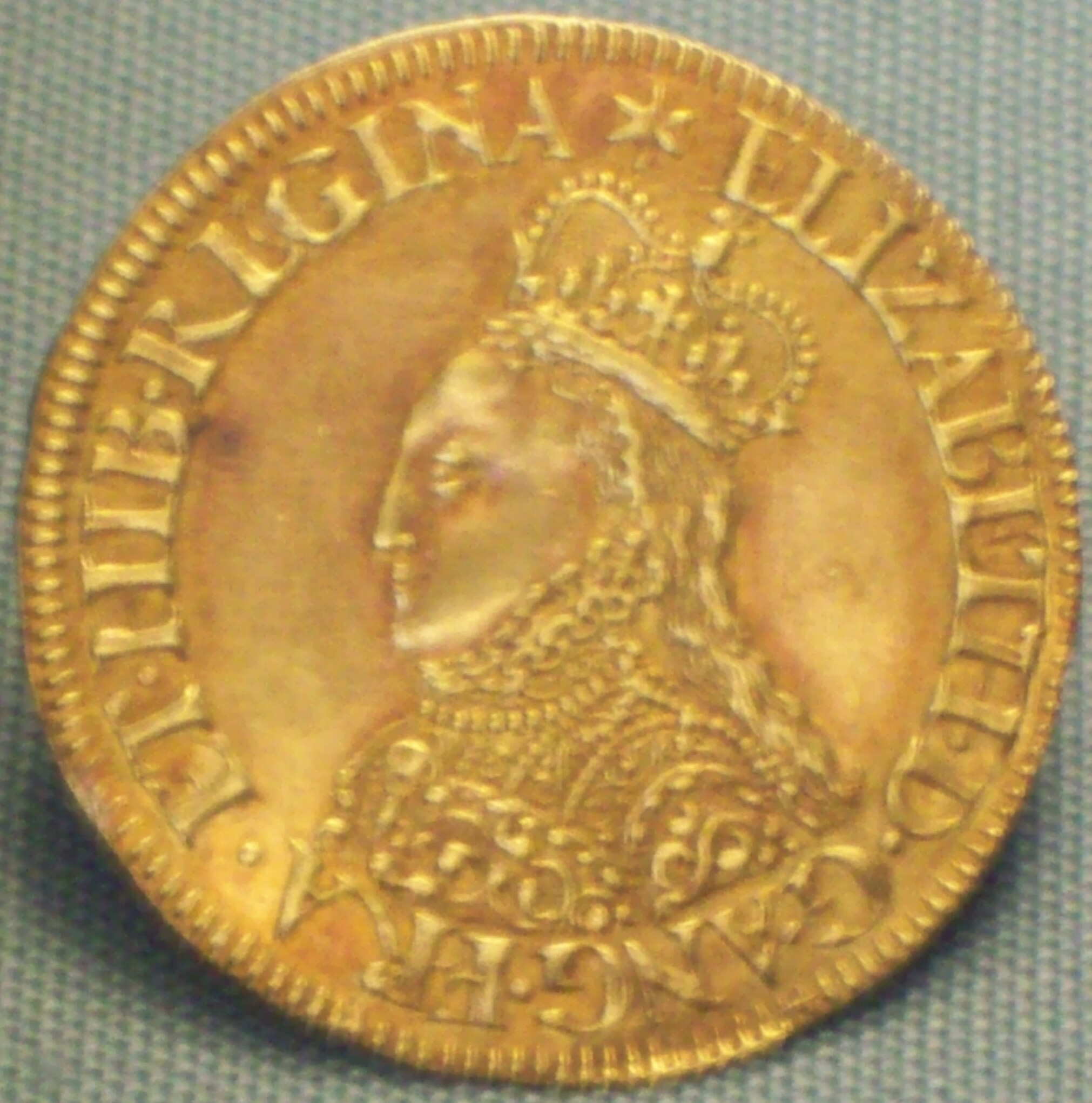
Media libra de oro de 1560–61.

### Manuscritos iluminados

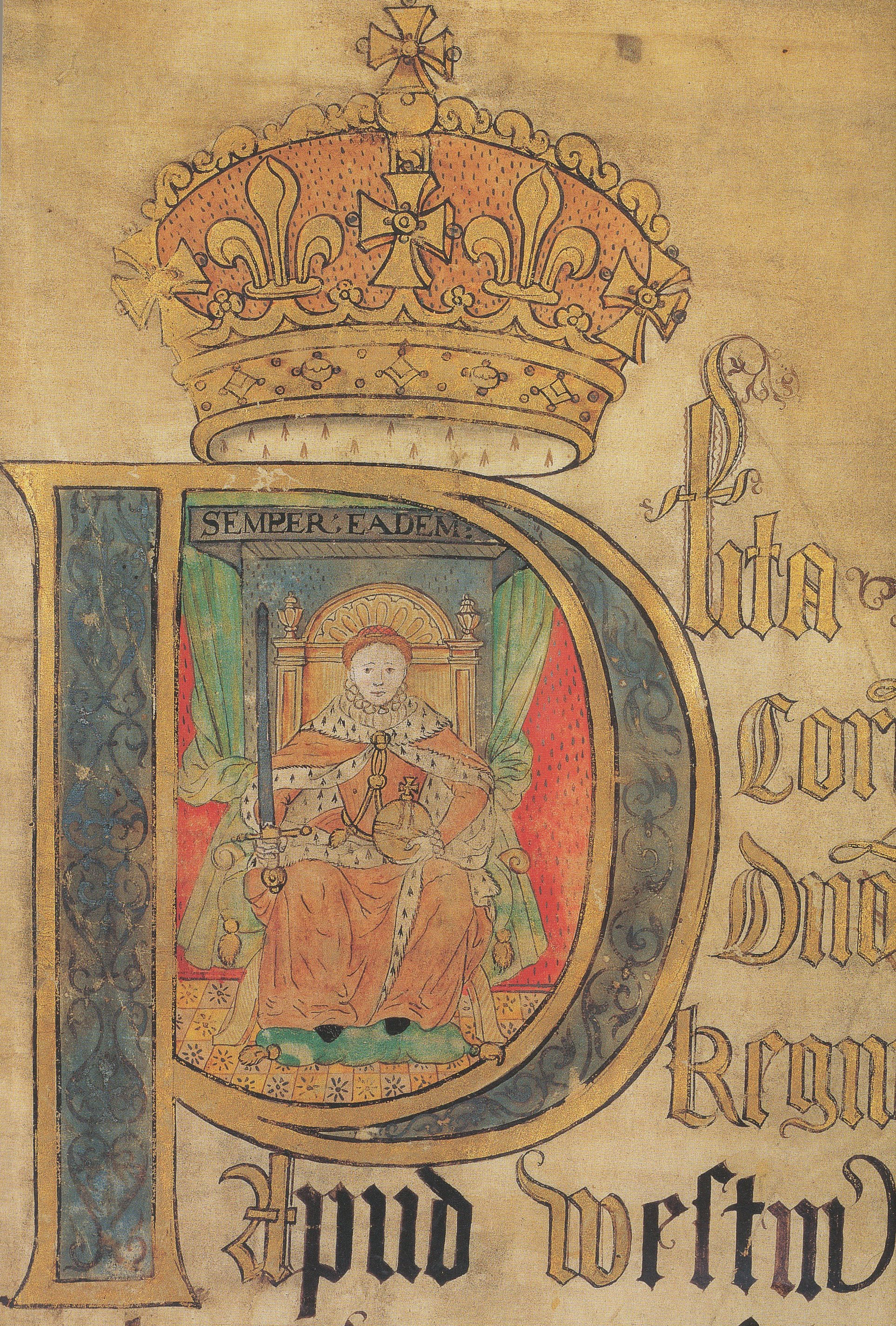
Letra capital iluminada, Court of King's Bench: lámina Coram Rege, Easter Term, 1572.
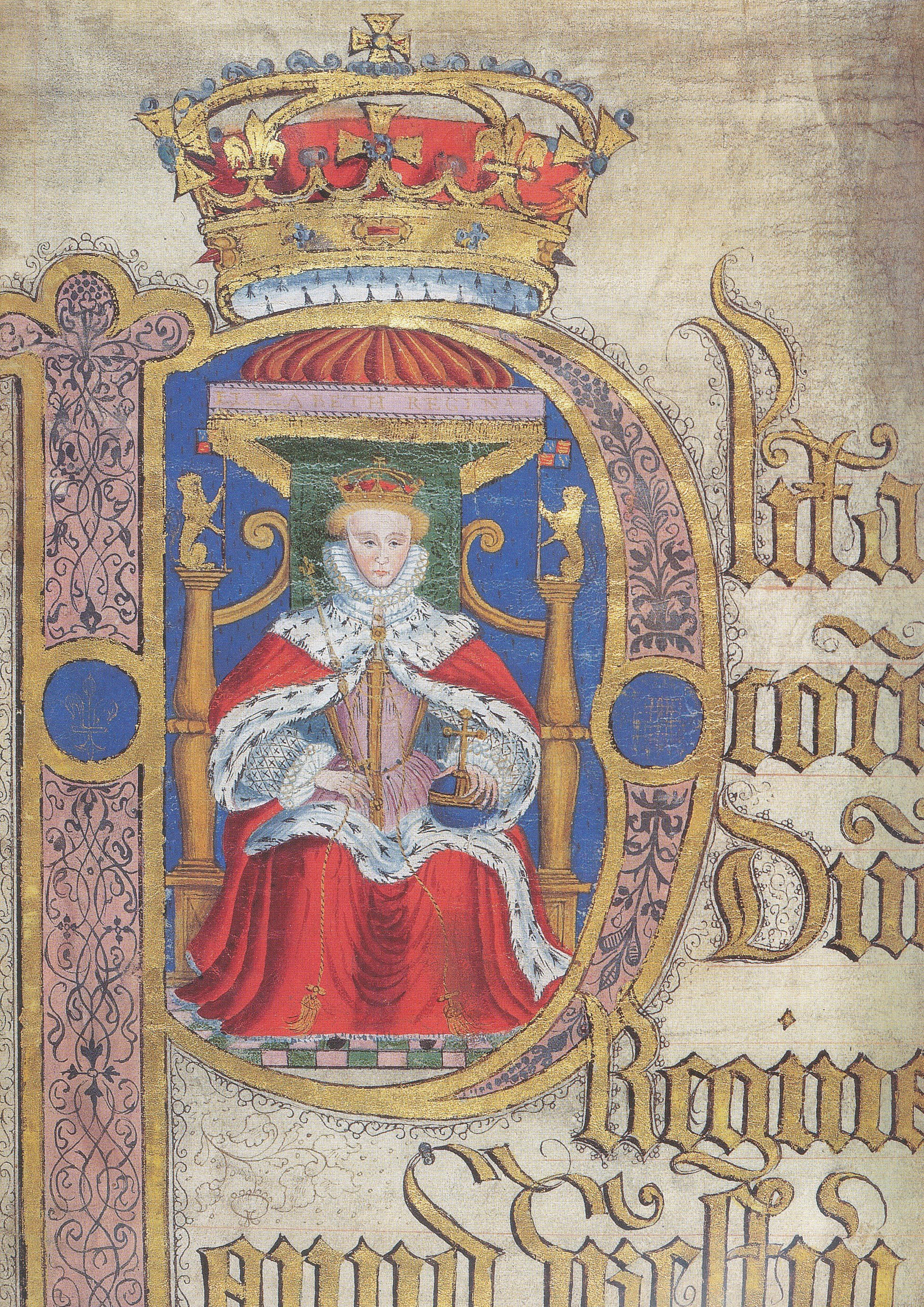
Lámina Coram Rege, Easter Term, 1584.
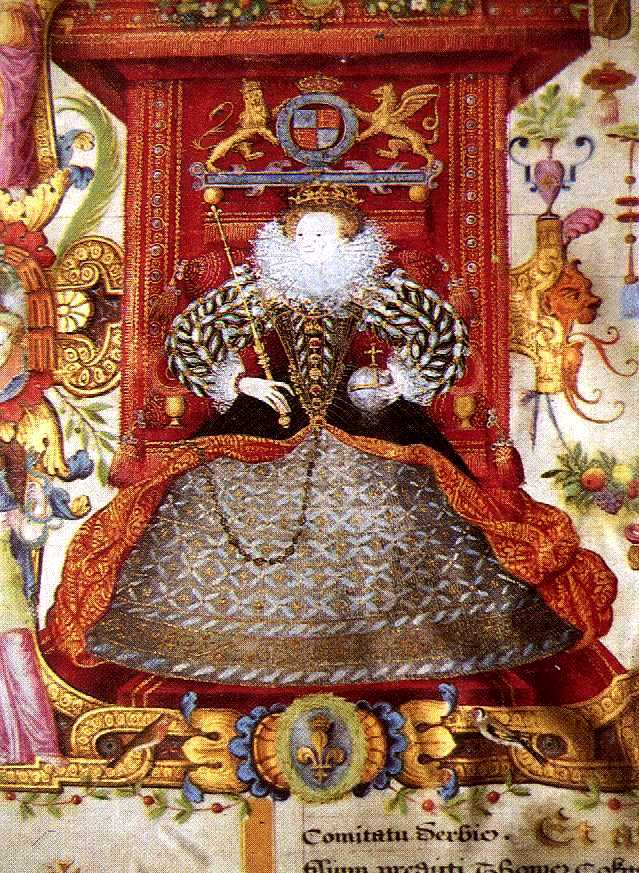
Carta de la Escuela de Gramática de la Reina Isabel, Ashbourne, Hilliard, 1585.
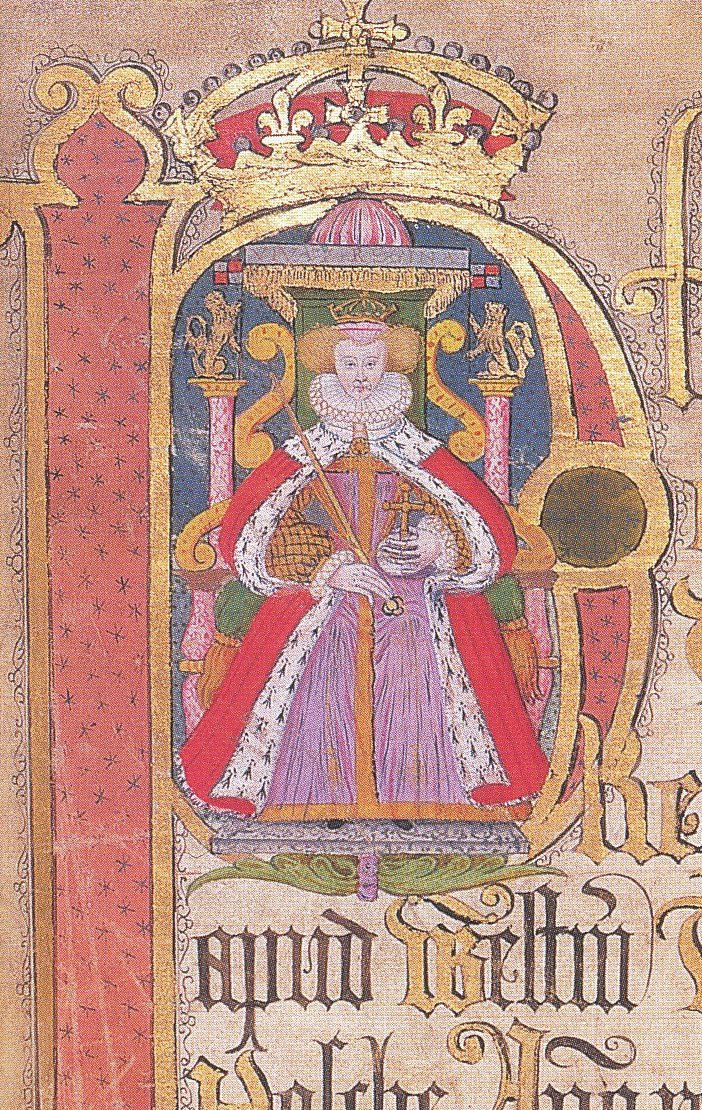
Lámina Coram Rege, Easter Term, 1589.